# Géographie de la Macédoine du Nord
Vous lisez un « bon article » labellisé en 2009.
La géographie de la Macédoine du Nord est caractéristique de celle de la péninsule balkanique par l'emprise des massifs montagneux qui s'étendent sur le pays et les multiples climats qui s'y croisent. Classée parmi les plus petits États européens, la Macédoine du Nord connaît en effet aussi bien le climat de montagne que le climat méditerranéen, et elle reçoit autant l'influence de la mer Égée que celle de l'Adriatique ou de la mer Noire.
La Macédoine du Nord (41° 50′ N, 22° 00′ E) possède une superficie de 25 713 km2 et forme un ovale plutôt régulier. Elle partage 766 km de frontière avec la Serbie, le Kosovo, l'Albanie, la Grèce et la Bulgarie. Son territoire est traversé du nord au sud par le Vardar, qui se jette dans la mer Égée, comme la plupart des autres cours d'eau. Elle n'a aucun débouché sur la mer mais possède quelques lacs naturels et artificiels qui occupent 2 % de la surface totale du pays.
La vallée du Vardar, fertile, est soumise aux inondations et les montagnes, abondamment boisées et giboyeuses, s'ouvrent sur quelques bassins où se concentrent les villes, comme Skopje, la capitale, Kumanovo, Tetovo. On distingue deux régions. La première, à l'ouest du Vardar, possède un relief très prononcé mais concentre la majorité de la population. La seconde, à l'est, est également montagneuse mais les sommets sont beaucoup moins hauts. Le point culminant de la Macédoine du Nord est le mont Korab, haut de 2 753 m et situé à la frontière albanaise.

## Géographie physique: généralités

### Relief et géomorphologie

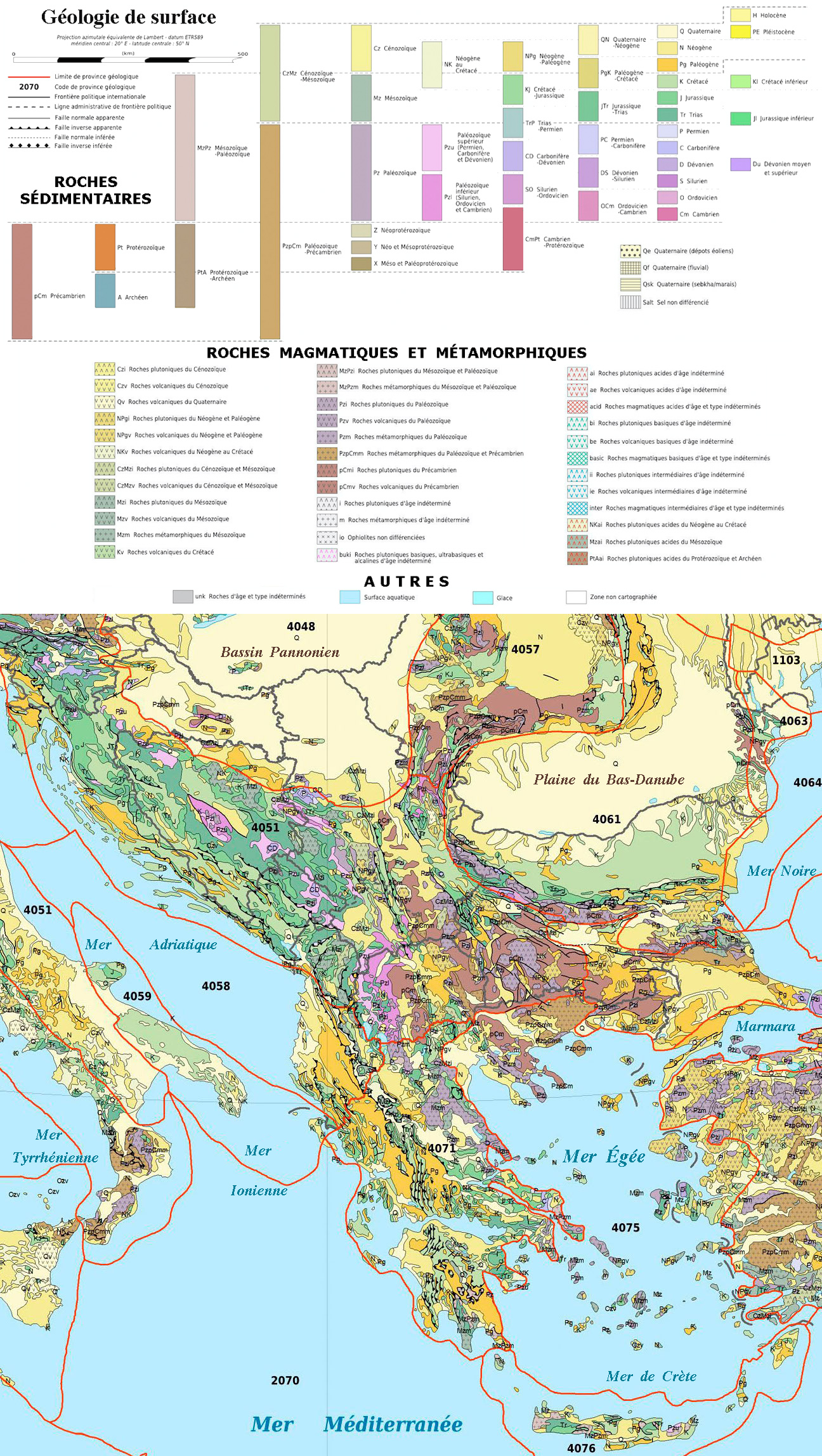
Géologie de la Macédoine du Nord et des Balkans.

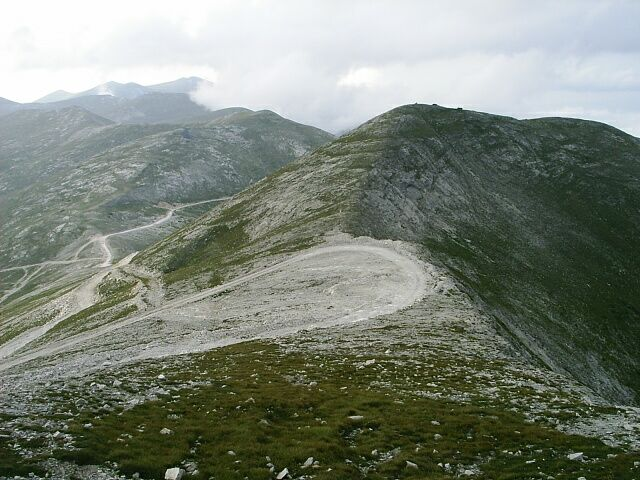
Le massif de la Jakupica.

Une grande partie de la Macédoine du Nord est montagneuse. 45 % de la surface du pays est à une altitude comprise entre 500 et 1 000 m et la plupart des sommets culminent entre 1 600 et 2 000 m. Le pays est limité au nord par les monts Šar, dont les versants nord sont en Serbie et au Kosovo, le Pinde et la dépression du lac d'Ohrid à l'ouest, les contreforts du mont Olympe au sud et par le Pirin, situé principalement en Bulgarie, à l'est. Les massifs du Kozuf et du Nidže occupent quant à eux la partie centrale du pays.
Le relief prononcé de la Macédoine du Nord s'explique par une activité tectonique importante. Le pays est en effet sur la zone de rencontre des plaques eurasienne et africaine. Les séismes sont fréquents, le dernier tremblement de terre catastrophique remonte à 1963. Skopje, la capitale, avait alors été détruite à 80 % et plus de 1 500 personnes avaient trouvé la mort. L'activité d'orogenèse provoque également la remontée d'eaux chaudes, utilisées pour le thermalisme.
Le relief accidenté s'explique aussi par les glaciations du Quaternaire, qui ont façonné des cirques, des moraines et des terrasses, et par l'érosion entraînée par des rivières comme le Drin noir.

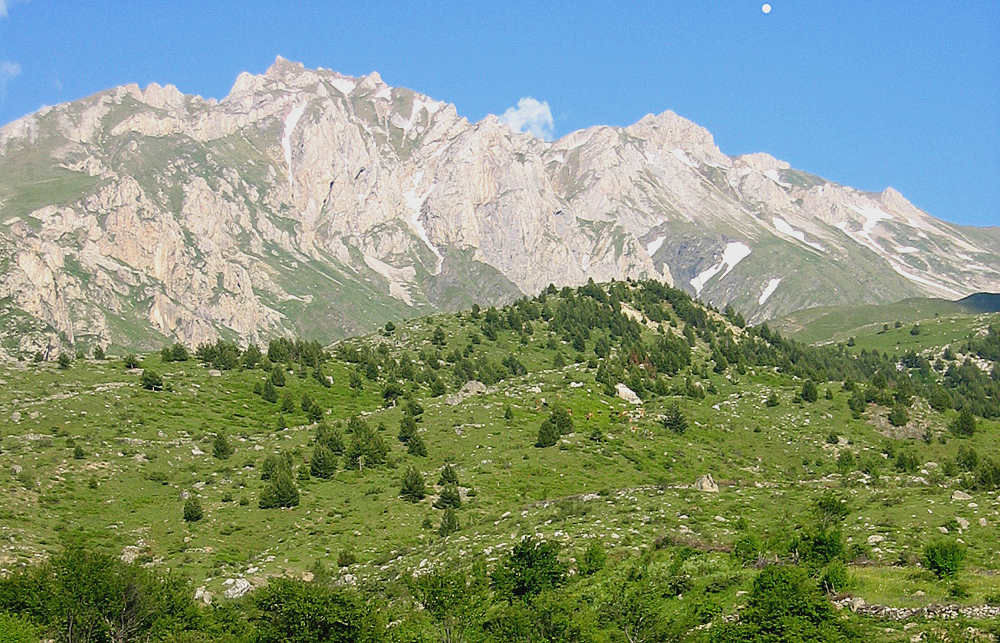
Le mont Korab.
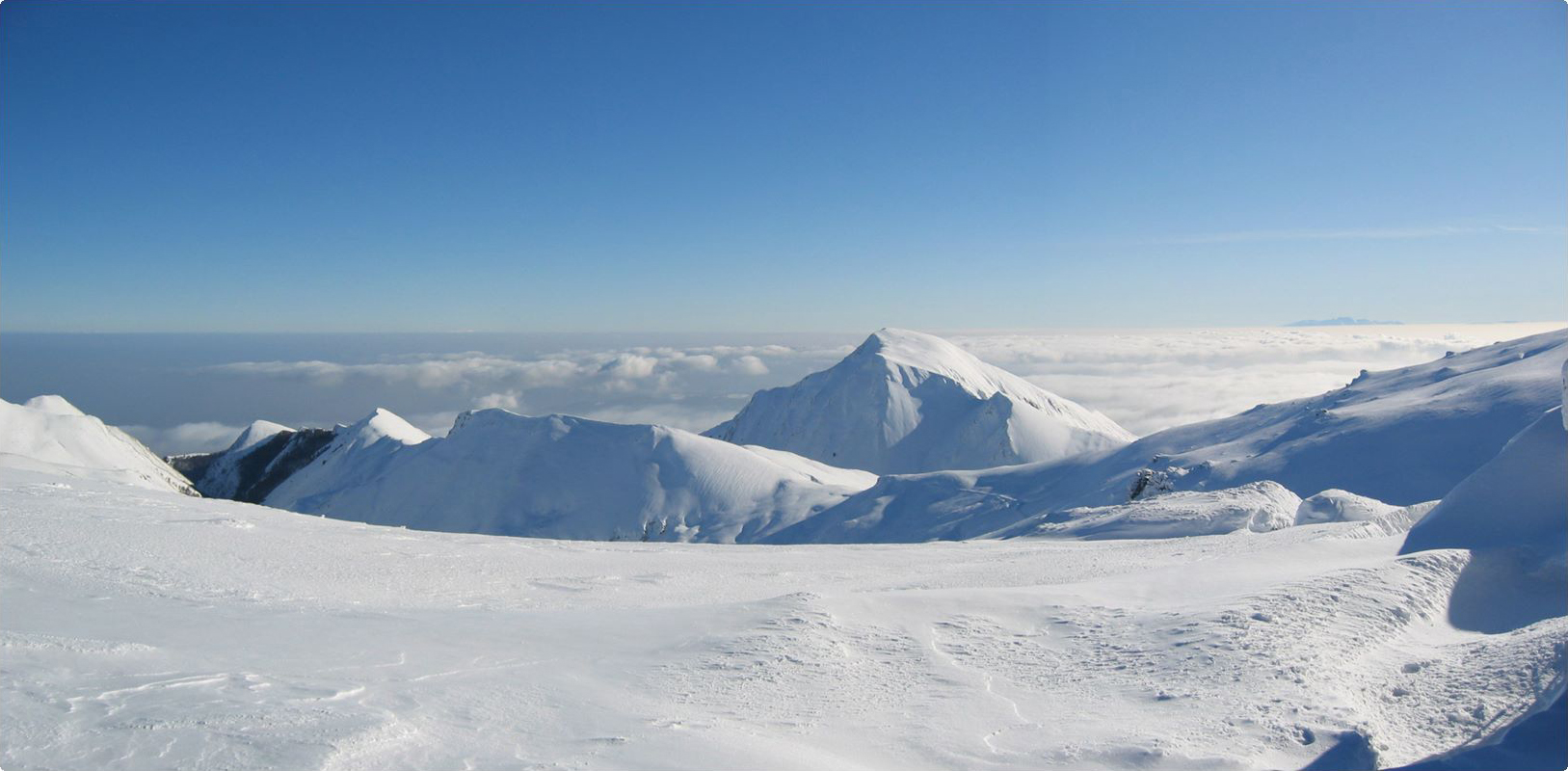
Le Kozuf.
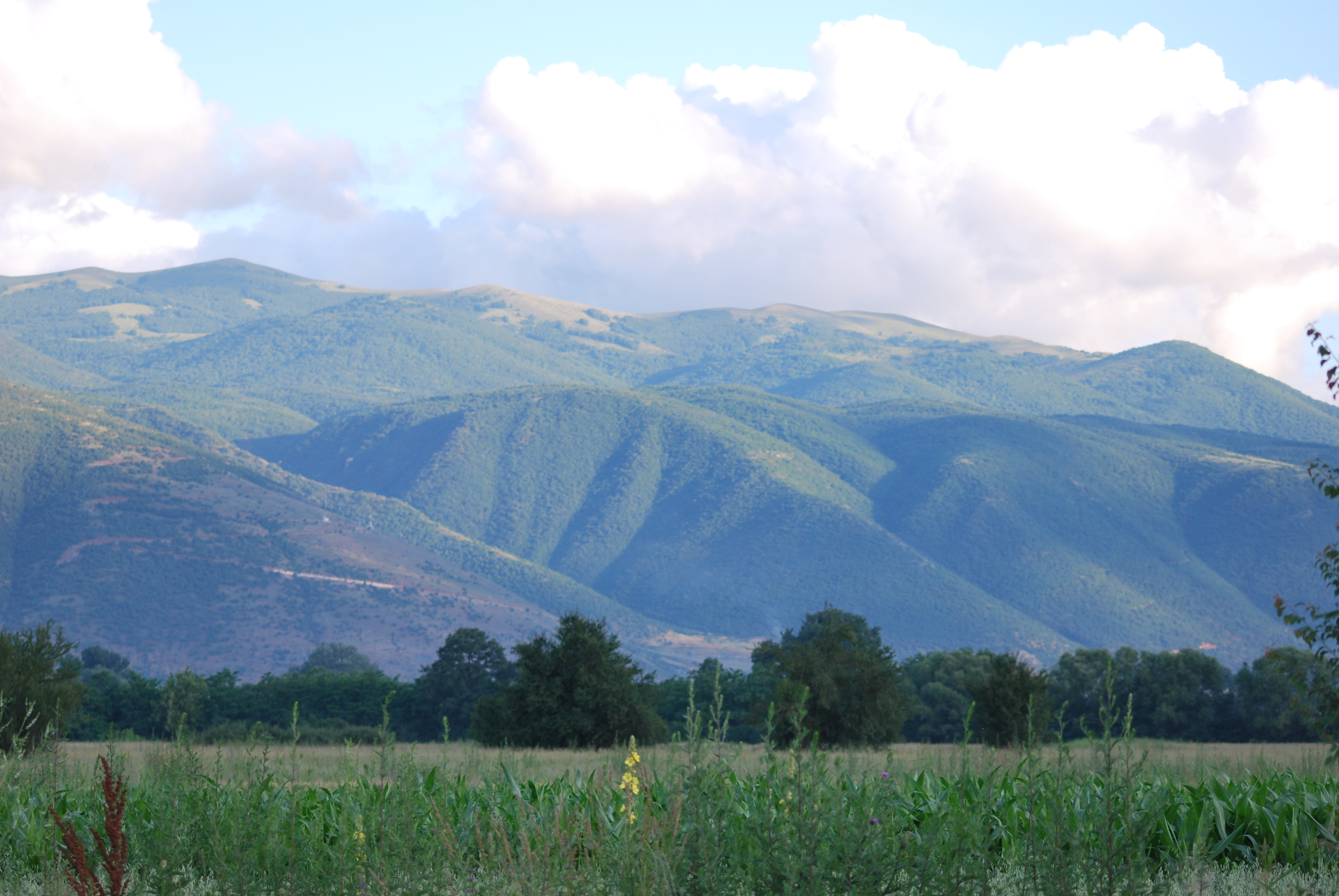
La Suva Gora.
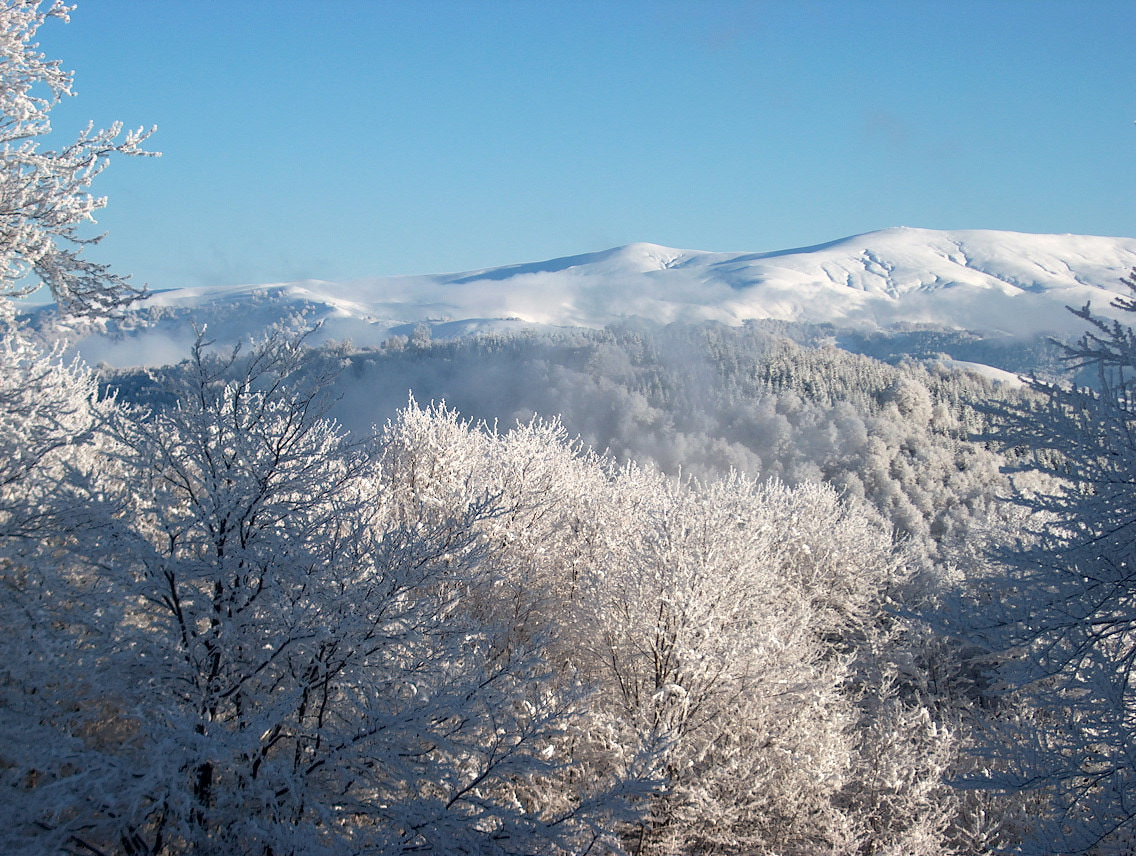
L'Osogovo.
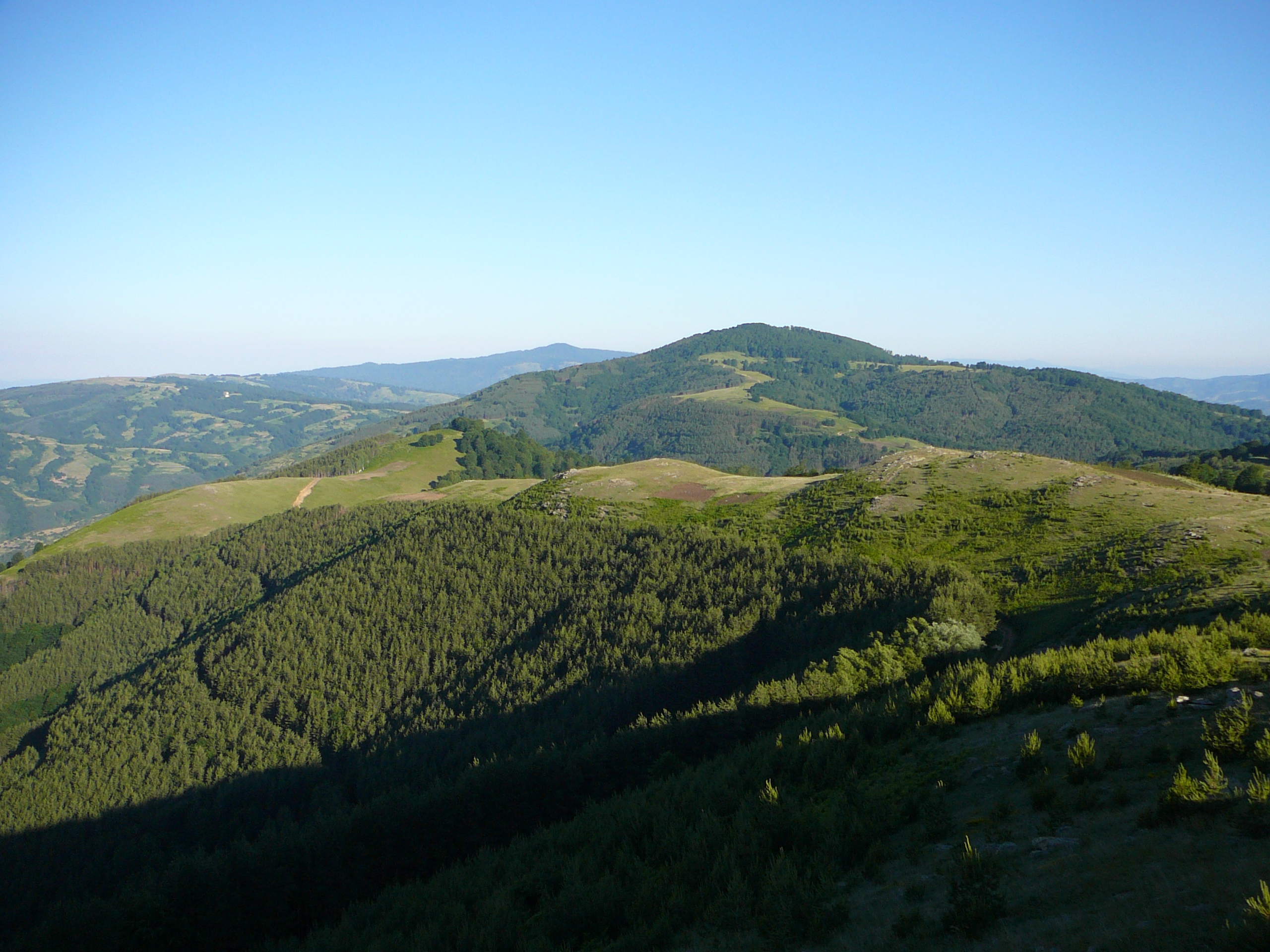
L'Ograjden.

### Hydrologie

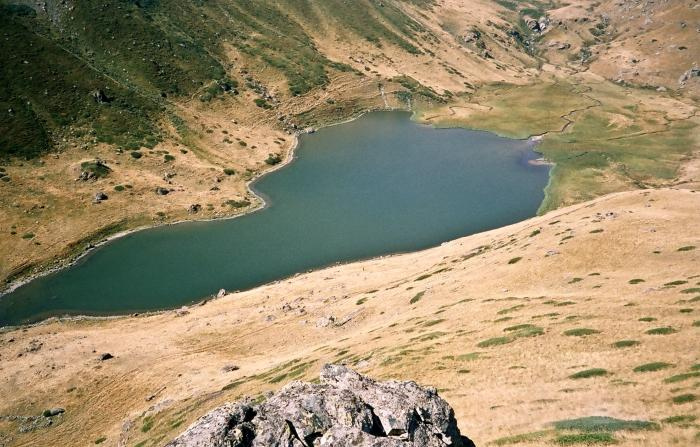
Le lac glaciaire de Bogovinje, situé dans les monts Šar.

La majorité des rivières de Macédoine du Nord appartient au bassin versant de la mer Égée. La plupart des cours d'eau, comme la Treska, quittent les montagnes par des dépressions profondes et rejoignent le Vardar dans le bassin de Skopje. Le Vardar, long de 388 km (dont 301 km en Macédoine du Nord), prend sa source dans le village de Vrutok, au nord-est du pays, longe les monts Šar puis traverse le pays dans un axe nord-est sud-ouest et finit sa course dans l'Égée près de Thessalonique, en Grèce. Le régime hydrologique montagneux des rivières de Macédoine du Nord fait qu'elles sont sujettes à des inondations.
Le Drin noir, second fleuve par la taille, s'échappe du lac d'Ohrid puis coule vers le nord. Il rejoint l'Adriatique à la frontière entre l'Albanie et le Monténégro.
La Macédoine du Nord compte plusieurs lacs. Les lacs d'origine géologique sont les plus grands et se trouvent tous dans le sud du pays. Le plus vaste est le lac d'Ohrid, partagé avec l'Albanie. À une dizaine de kilomètres au Sud-est de celui-ci se trouve le lac Prespa, sur la frontière avec la Grèce et l'Albanie. Le lac de Dojran se situe beaucoup plus à l'est, après le Vardar, et il est partagé avec la Grèce. Les lacs glaciaires sont beaucoup plus petits et souvent de forme arrondie. Ils se trouvent sur les sommets, entre 1 500 et 2 300 m. Construits sous le régime socialiste yougoslave, les barrages hydroélectriques ont formé de nombreux lacs artificiels. On en dénombre 50 et certains sont également utilisés pour l'irrigation, la plupart sont dans les monts Šar.

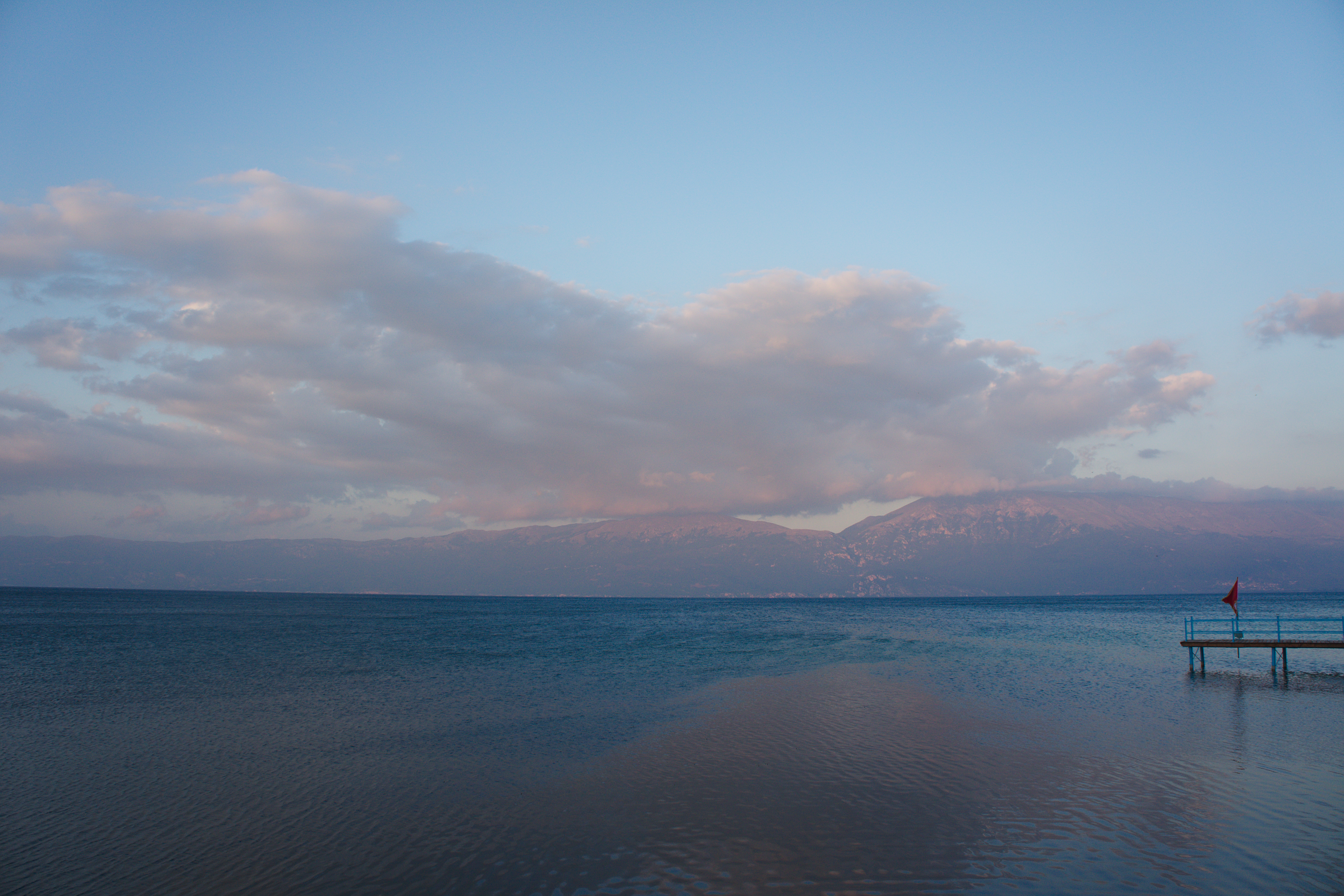
Le lac d'Ohrid.
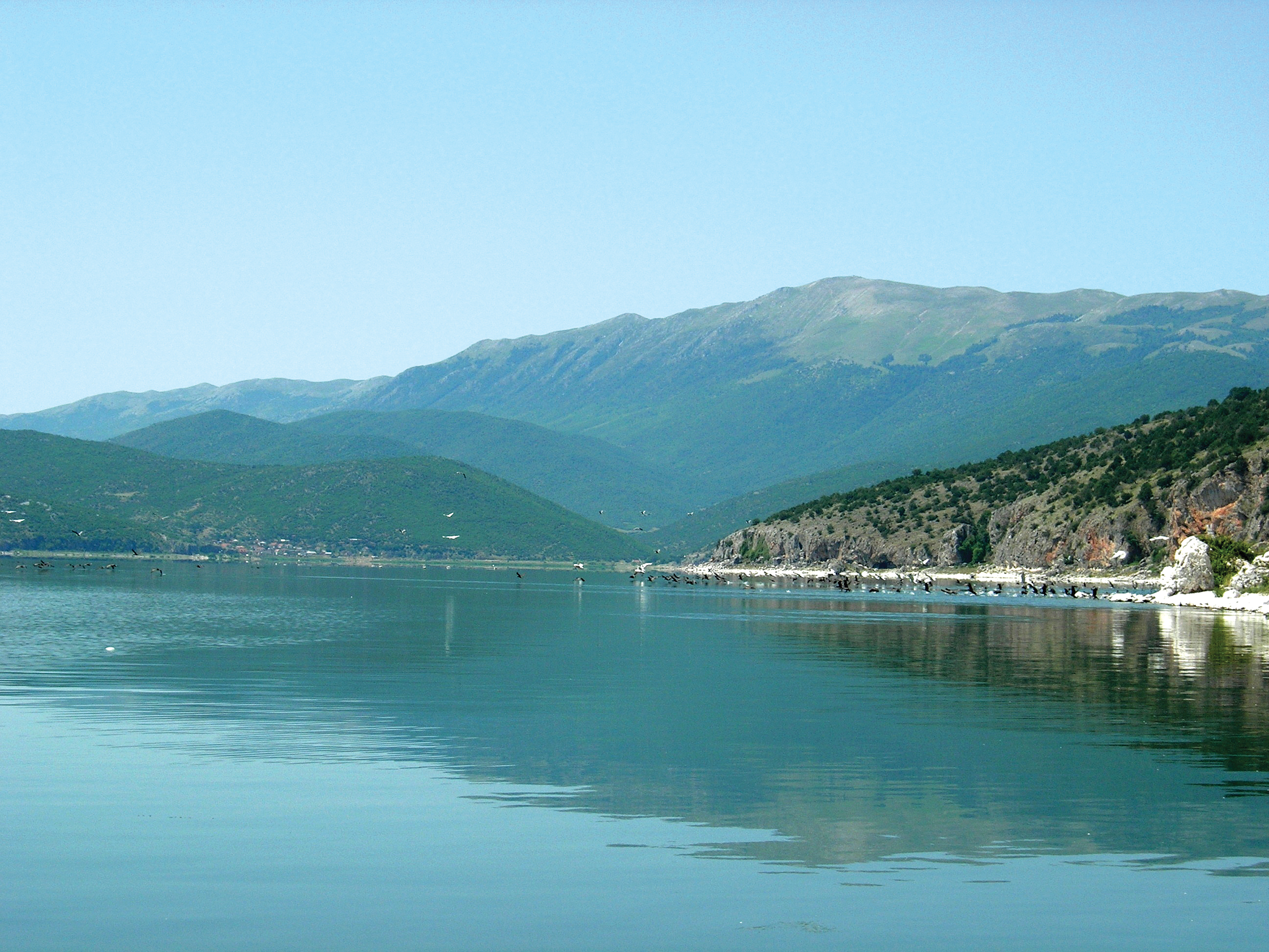
Le lac Prespa.
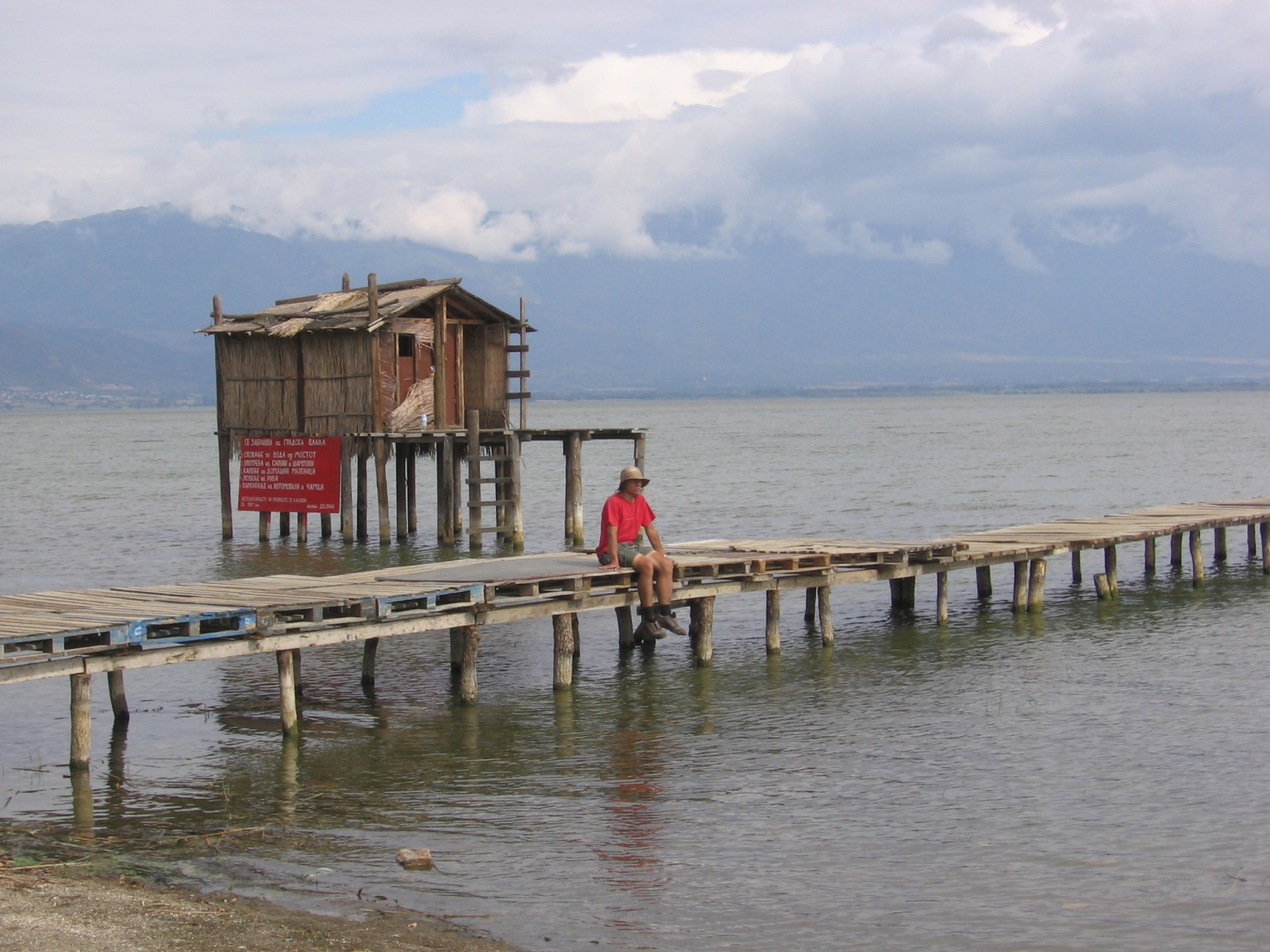
Le lac de Dojran.
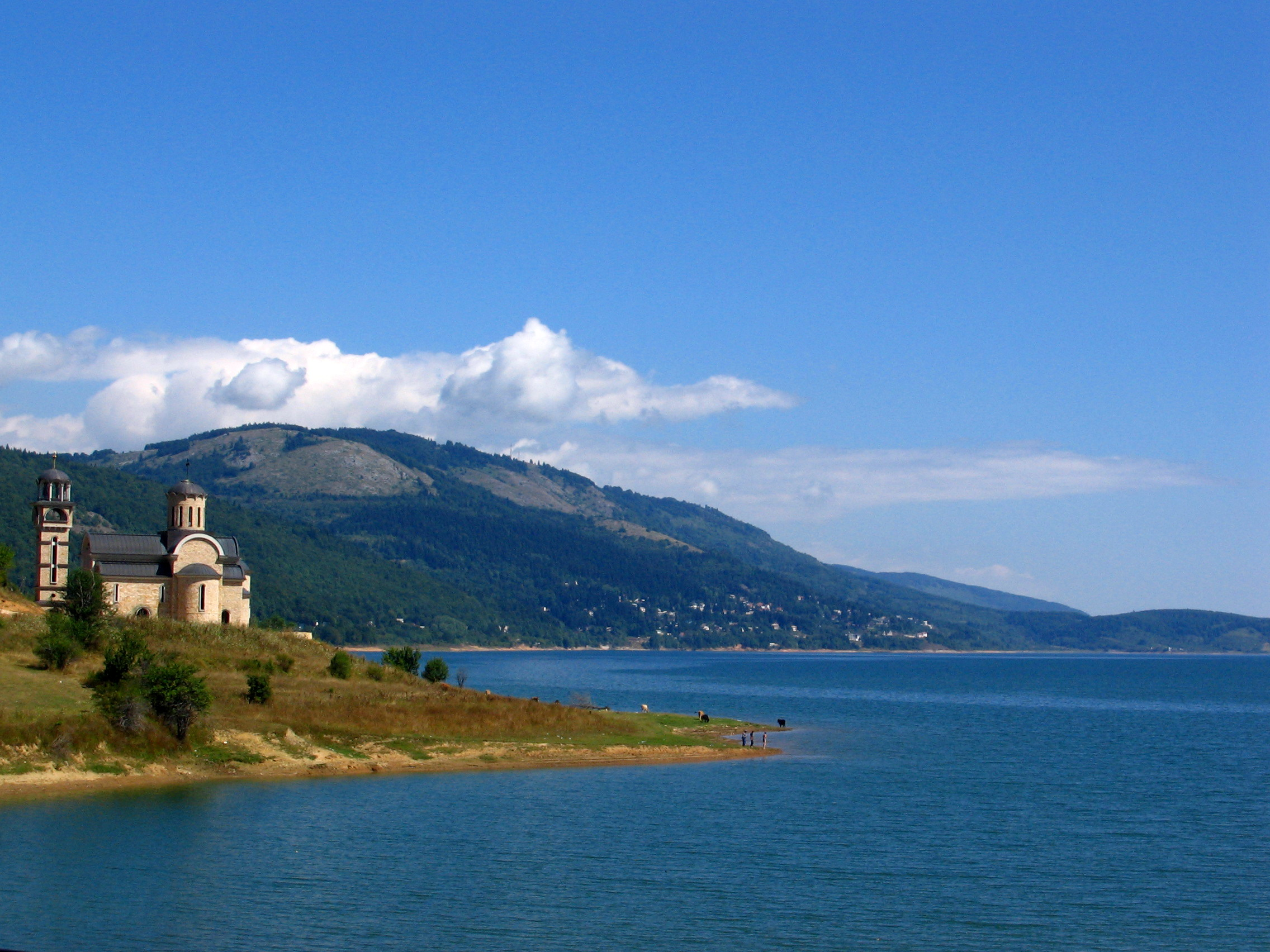
Le lac de Mavrovo.
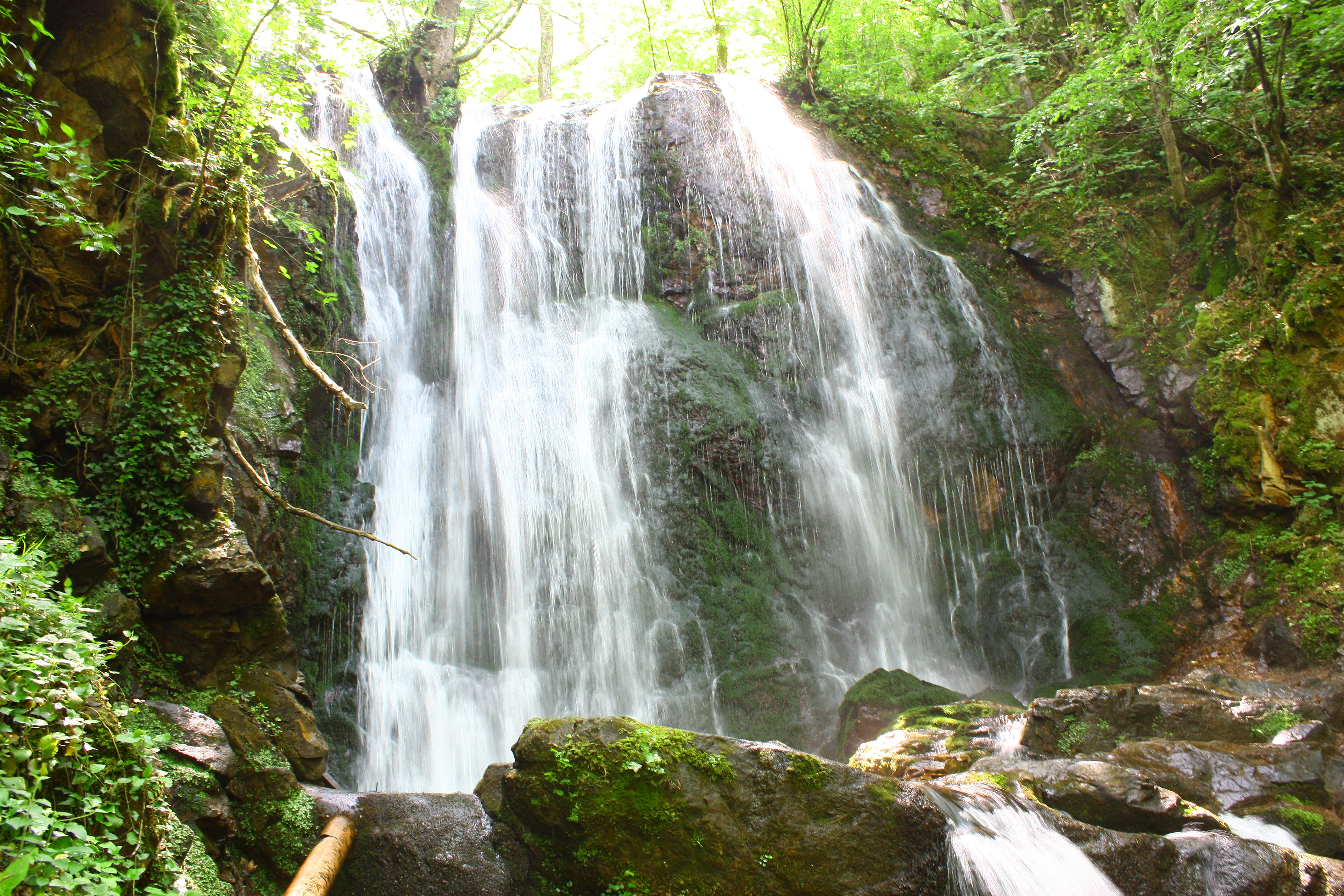
La cascade de Kolešino.
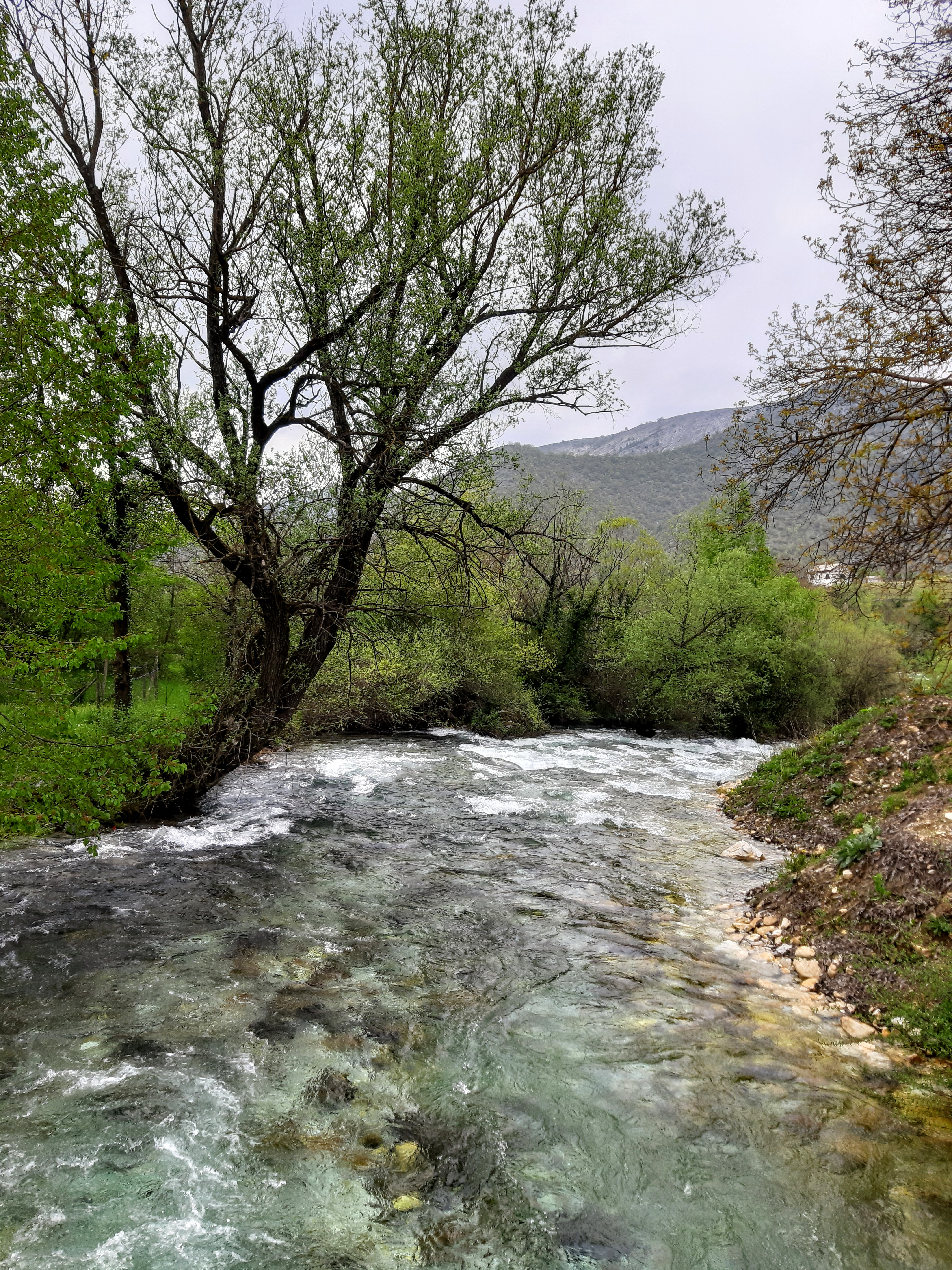
La rivière Belešnička, en Macédoine du Nord. Mai 2022.
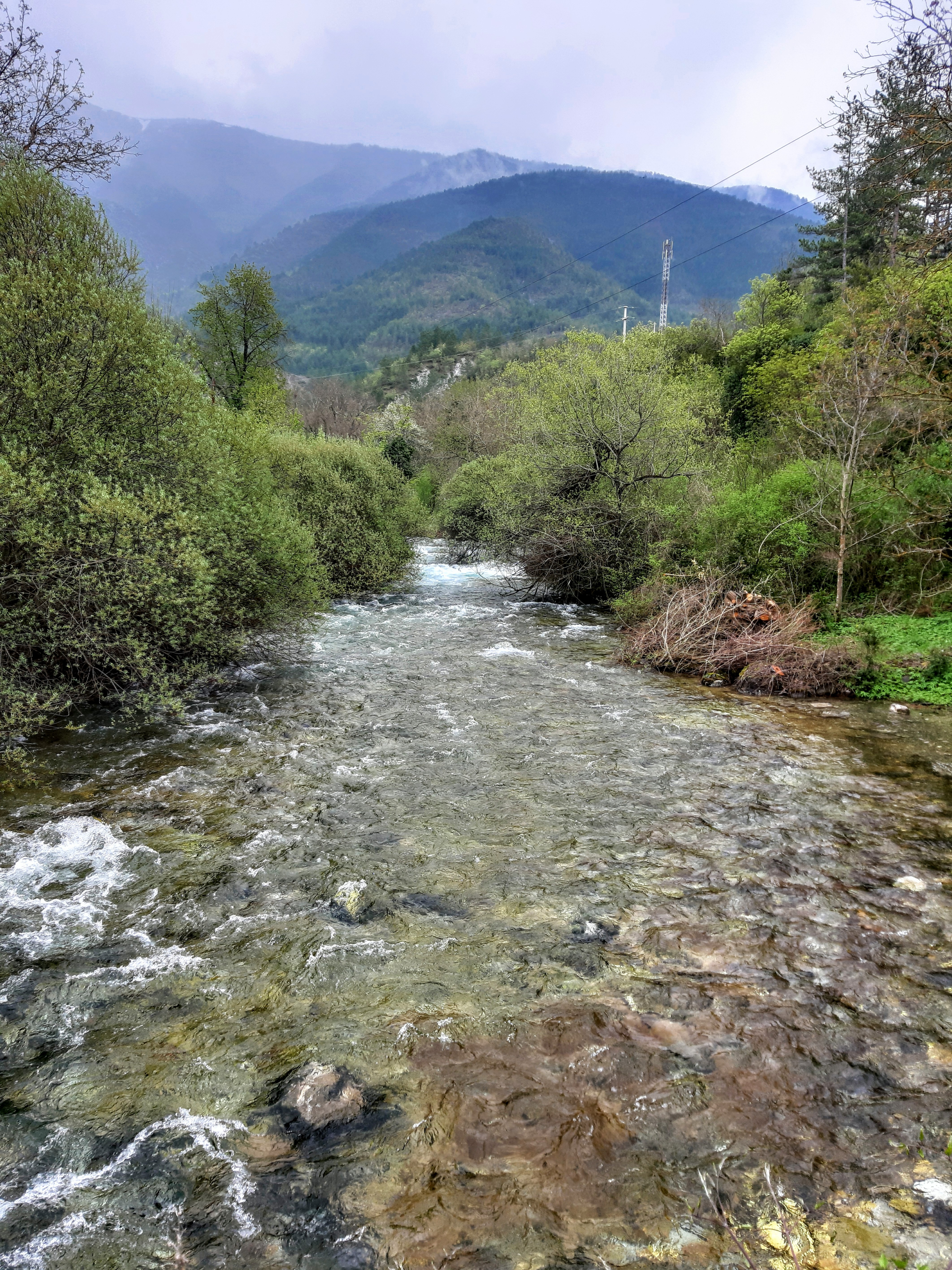
De même.

### Climat

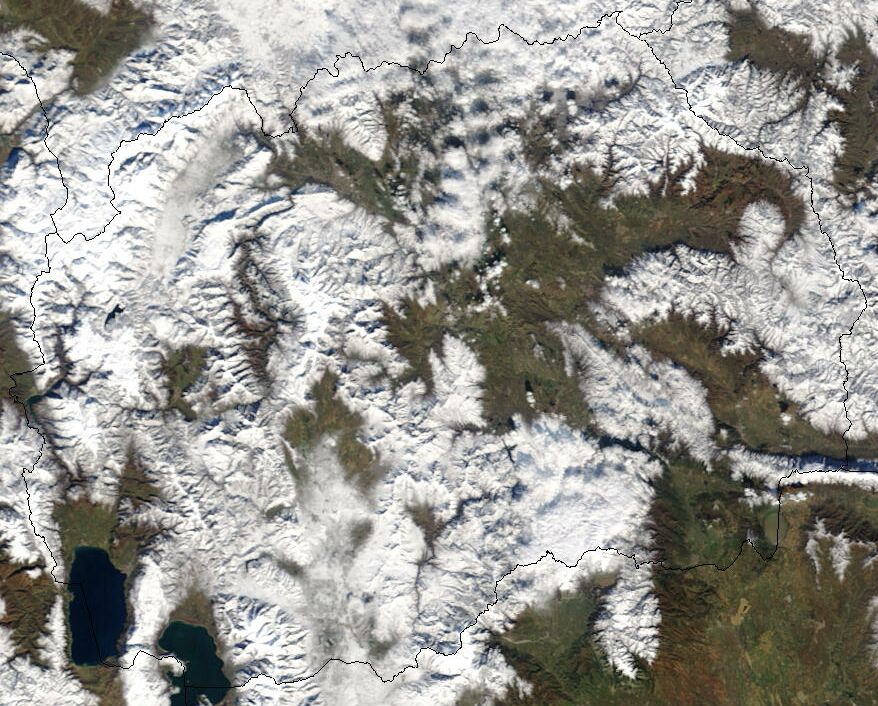
Vue satellite de la Macédoine en décembre 2002 ; le pays est alors en majeure partie enneigé.

La Macédoine du Nord possède un climat très particulier, expliqué par sa situation géographique et son relief. Le climat des plaines est très différent du climat des sommets et le climat méditerranéen se combine avec l'influence de la mer Noire. La frontière méridionale du pays n'est d'ailleurs qu'à une soixantaine de kilomètres de la mer Égée. Le pays possède également des caractéristiques continentales, qui sont accentuées par les montagnes du sud du pays, qui empêchent l'air chaud méridional de remonter vers le nord. En sens inverse, les monts Šar freinent les vents froids septentrionaux. Globalement, le nord et l'ouest du pays sont plutôt continentaux et le sud et l'est méditerranéens.
Les saisons sont très marquées et le printemps est parfois très court. Les étés sont subtropicaux de sorte qu'il n'est pas rare d'atteindre les 40 °C durant cette saison, surtout dans les plaines et la vallée du Vardar. Les hivers sont quant à eux froids et humides et les neiges très fréquentes. La température annuelle moyenne de l'air est de 11,5 °C, mais les plaines connaissent une température plus élevée, 15 °C. Le mois le plus chaud est juillet, qui connaît une moyenne de 24,2 °C, et le plus froid est janvier, avec une température de 0,3 °C. Les records de température de Macédoine sont 47,2 °C et −31,5 °C. Les différences sont parfois importantes d'une vallée à l'autre et, en été, l'air des villes est beaucoup plus chaud que celui de la campagne.
Les précipitations sont très abondantes dans l'ouest et l'est du pays, mais diminuent significativement sur la vallée du Vardar. Cette région connaît de plus des hivers moins froids grâce au vardarec, vent qui remonte le fleuve depuis son embouchure et apporte de l'air chaud. Skopje, ville de plaine, connaît en moyenne 64 jours de pluie par an, le mois d'octobre y est le plus pluvieux, avec 61 mm, août le plus sec, 20 mm. Les précipitations sont plus abondantes au printemps et en automne.
| Station     | Région                      | Latitude | Longitude | Altitude (m) | Précipitations (mm) | Températures (°C) |
| ----------- | --------------------------- | -------- | --------- | ------------ | ------------------- | ----------------- |
| Skopje      | Nord de la vallée du Vardar | 42° 00’  | 24° 26’   | 355          | 440                 | 13,5              |
| Kočani      | Est                         | 41° 50’  | 22° 00’   | 400          | 538                 | 12,9              |
| Lac d'Ohrid | Sud-Ouest                   | 41° 03’  | 20° 42’   | 693          | 759                 | 11,4              |

| Mois                                   | J  | F  | M  | A  | M  | J  | J  | A  | S  | O  | N  | D  |
| -------------------------------------- | -- | -- | -- | -- | -- | -- | -- | -- | -- | -- | -- | -- |
| Températures maximales (°C)            | 5  | 10 | 13 | 18 | 25 | 30 | 34 | 34 | 28 | 22 | 10 | 7  |
| Températures minimales (°C)            | -5 | 2  | 5  | 7  | 12 | 16 | 18 | 18 | 15 | 11 | 6  | -2 |
| Précipitations (hauteur moyenne en mm) | 27 | 30 | 28 | 32 | 26 | 46 | 24 | 20 | 26 | 56 | 37 | 35 |

### Faune et flore

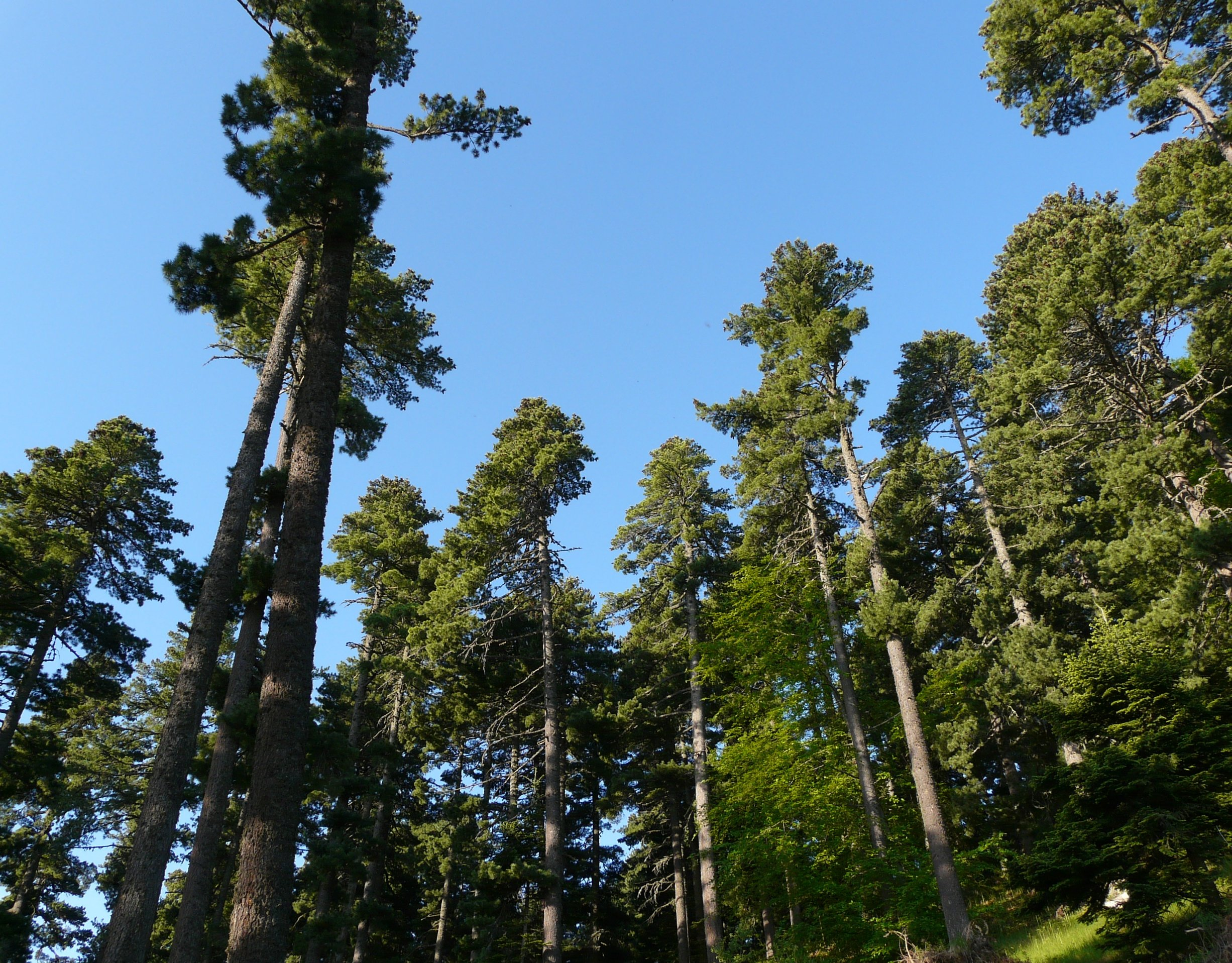
Des pins de Macédoine, espèce endémique des Balkans.

La Macédoine du Nord étant restée très sauvage et agricole, elle possède une nature très riche et préservée ; certaines espèces animales et végétales sont endémiques. De plus, le pays se trouve à la jonction entre l'Europe et l'Asie et regroupe des espèces de ces deux continents.
La flore, comme le climat, est complexe. Elle comprend des espèces autant méditerranéennes que russes. La vallée du Vardar est, à l'état naturel, couverte de steppes boueuses. Les montagnes, jusqu'à une certaine hauteur, sont couvertes de forêts denses de conifères, les prairies sont parsemées de nombreuses espèces florales comme la gentiane et les collines sont le domaine des hêtres et des chênes. Le sapin est présent un peu partout et le pin de Macédoine, endémique, n'a été identifié qu'en 1893. Cette espèce est considérée comme une relique de l'ère tertiaire. Le pavot est une autre espèce typique du pays. La légende rapporte qu'une jeune fille anatolienne aurait planté un pavot en Macédoine il y a plusieurs siècles, celui-ci aurait prospéré et des gens l'auraient cultivé pour en faire de l'opium. Si cela est interdit par les lois actuelles, la production de drogue fournit encore à quelques cultivateurs un moyen efficace de subsistance.

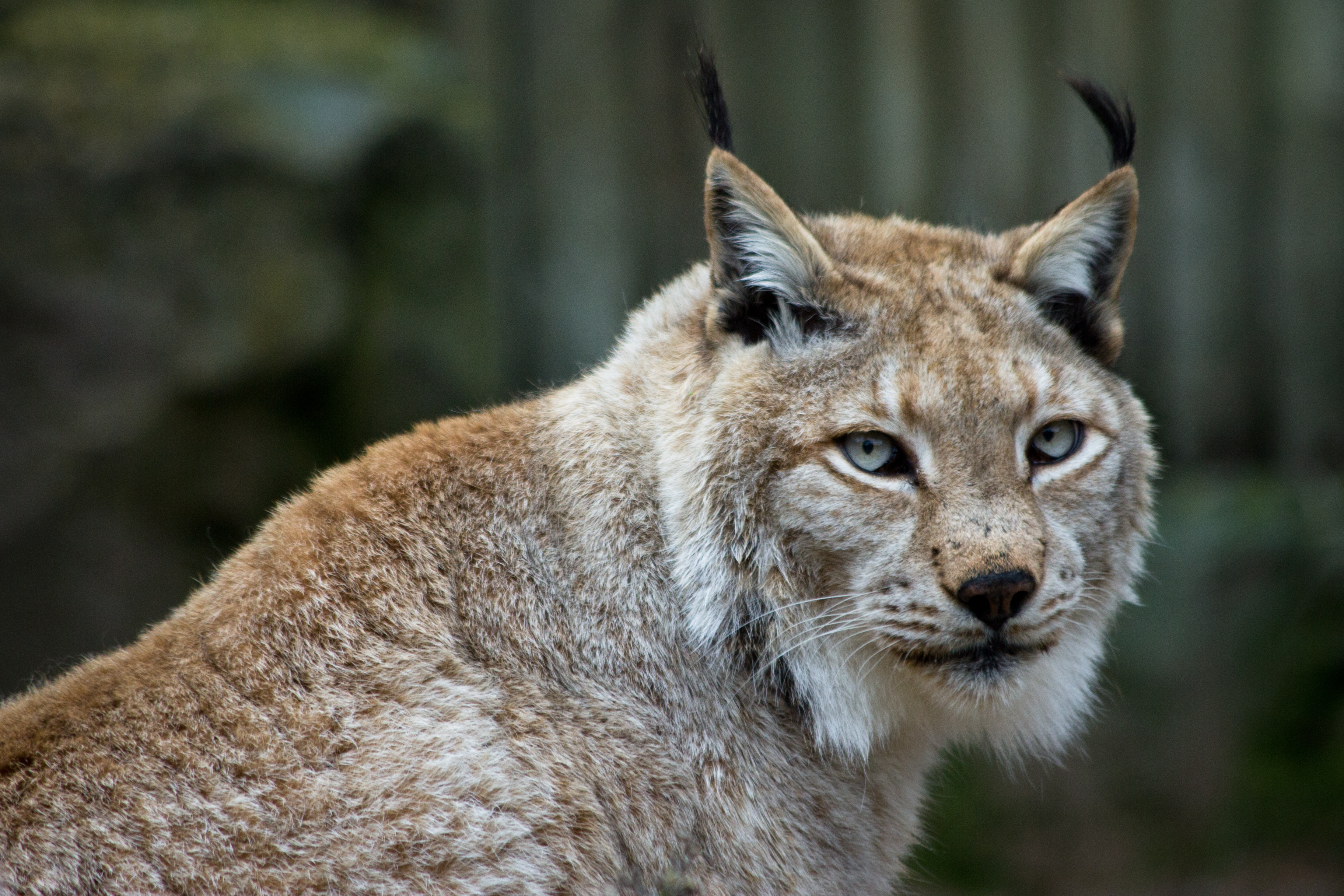
Le lynx vit dans les montagnes de l'ouest du pays et il est considéré comme l'animal national.

La faune est également riche en espèces rares, et la Macédoine du Nord conserve quelques espèces animales qui ont disparu ou sont en voie d'extinction dans le reste de l'Europe. Les montagnes sont peuplées d'espèces d'Europe centrale depuis la fin des grandes glaciations et les plaines abritent des espèces méditerranéennes.
Les forêts sont habitées par des ours bruns, protégés depuis 1996, des sangliers, des loups, des renards et des chamois. Des lynx vivent dans les monts Šar et on trouve des cerfs dans la région de Demir Kapija, dans le sud du pays. La Macédoine du Nord compte également un grand nombre de lapins, faisans, perdrix, lièvres... Dans les plaines vivent des lézards, des tortues terrestres et des serpents. Si certains animaux sont protégés, la chasse est importante.
La Macédoine du Nord compte environ 300 espèces d'oiseaux en plus des migrateurs qui traversent le pays chaque année. Les montagnes sont le refuge d'aigles et de vautours, parmi lesquels se trouve le percnoptère ou « vautour d'Égypte ». Les rives des lacs Prespa et de Dojran sont habités par des cormorans et des pélicans. Les cigognes peuplent les zones humides.
Les lacs sont riches en poissons, comme la carpe, le silure, la brème, le poisson-chat, la perche, le brochet et le gardon. La Macédoine du Nord compte quelques espèces endémiques, comme la truite d'Ohrid, le gardon du Dojran et la vandoise de Macédoine. Le lac d'Ohrid compte également des anguilles, malgré la construction d'un barrage sur le Drin noir, qui les empêche de rejoindre la mer Adriatique.

### Dégradation et protection de l'environnement

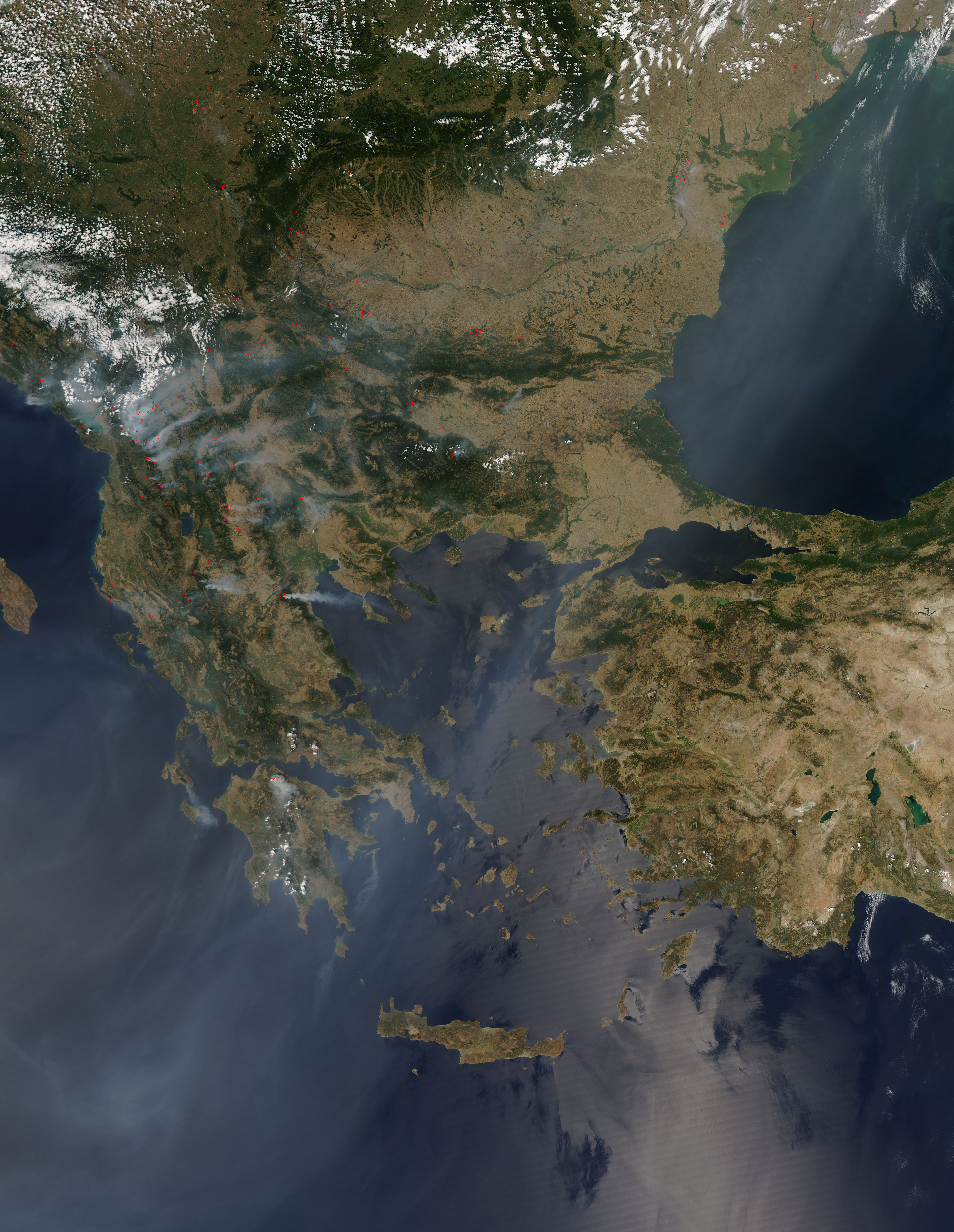
Les Balkans en juillet 2007, des feux sont notamment visibles en Grèce, en Albanie et en Macédoine du Nord.

Le milieu naturel macédonien est préservé des répercussions humaines dans les zones peu praticables et peu habitées. De plus, le pays possède trois grands parcs nationaux, créés sous le régime yougoslave de 1948 à 1958. Les parcs du Pelister, de Mavrovo et de Galičica couvrent ensemble 108 250 hectares et permettent la protection d'espaces naturels exceptionnels par leur cadre géologique, leur faune et leur flore. La réserve ornithologique d'Ezerani, au nord du lac Prespa, fait 2 000 hectares et abrite une soixantaine d'animaux protégés par la Convention de Berne.
Cependant, si elle est protégée là où l'homme a peu accès, la nature est menacée aux abords des villes et des villages. En effet, afin de faire de la Macédoine, auparavant rurale et pauvre, un pays moderne et prospère, le régime yougoslave communiste y a implanté de nombreuses usines, souvent très polluantes. Ces usines, situées principalement dans les régions de Veles et de Skopje, fonctionnent encore aujourd'hui. Si les émissions de résidus polluants ont diminué après 1991, date de l'indépendance, c'est parce que beaucoup d'entreprises ont fait faillite ou ont réduit leur activité après le passage à l'économie de marché.
L'autre danger de dégradation de la nature réside dans les déchets. En effet, seule la ville de Skopje possède un centre de traitement des ordures ménagères ; dans le reste du pays, elles sont donc laissées dans des décharges à ciel ouvert. Le manque de moyens et de volonté politique explique ces négligences fatales pour l'environnement.
La Macédoine du Nord connaît aussi de graves problèmes dans la gestion de l'eau. Le pays, qui possède un climat estival chaud et aride, devrait pourtant pouvoir assurer ses besoins en eau grâce à ses barrages et à ses sources. En été, les restrictions d'eau sont courantes. La période estivale est également marquée par le ravage de forêts par le feu. En 2008, six millions d'arbres ont par ailleurs été plantés en Macédoine afin de régénérer les forêts sinistrées.
La dégradation de l'environnement mobilise néanmoins des associations locales et la Macédoine du Nord est signataire de traités internationaux comme le protocole de Kyoto. L'État s'interroge également sur les risques qu'encourt le pays à cause du réchauffement climatique.
Les parcs nationaux macédoniens en image :

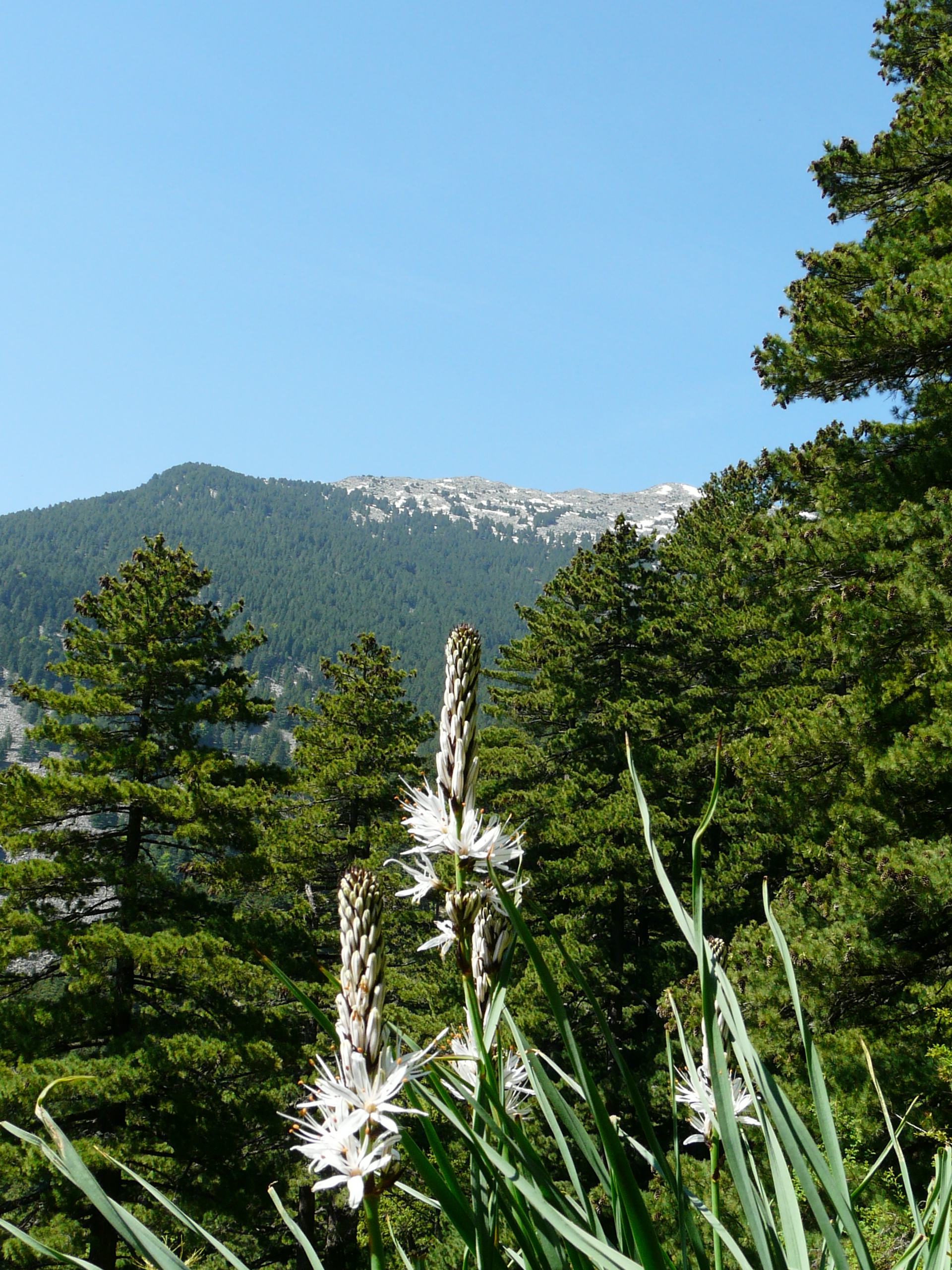
Parc national du Pelister.
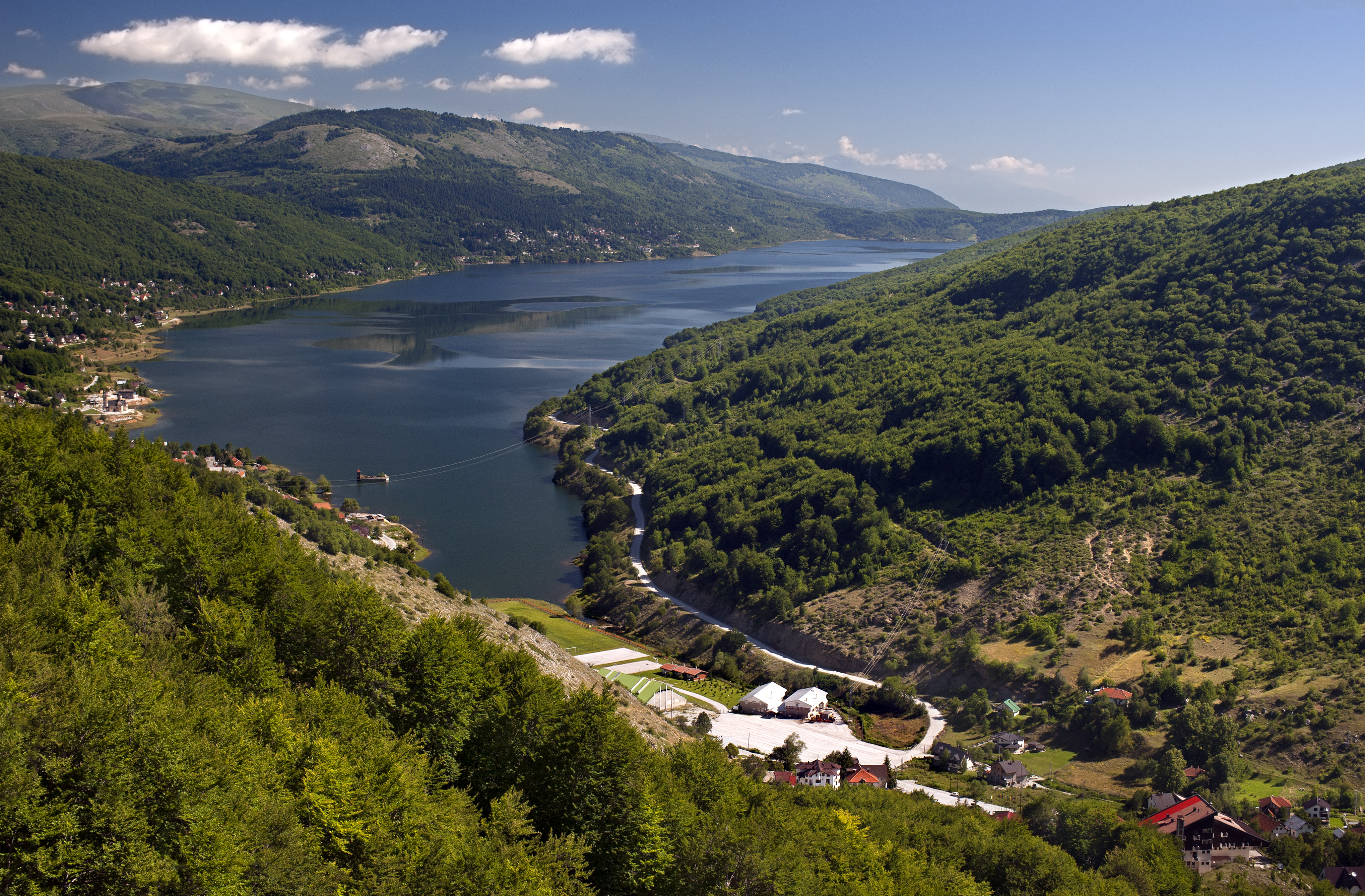
Parc national de Mavrovo.
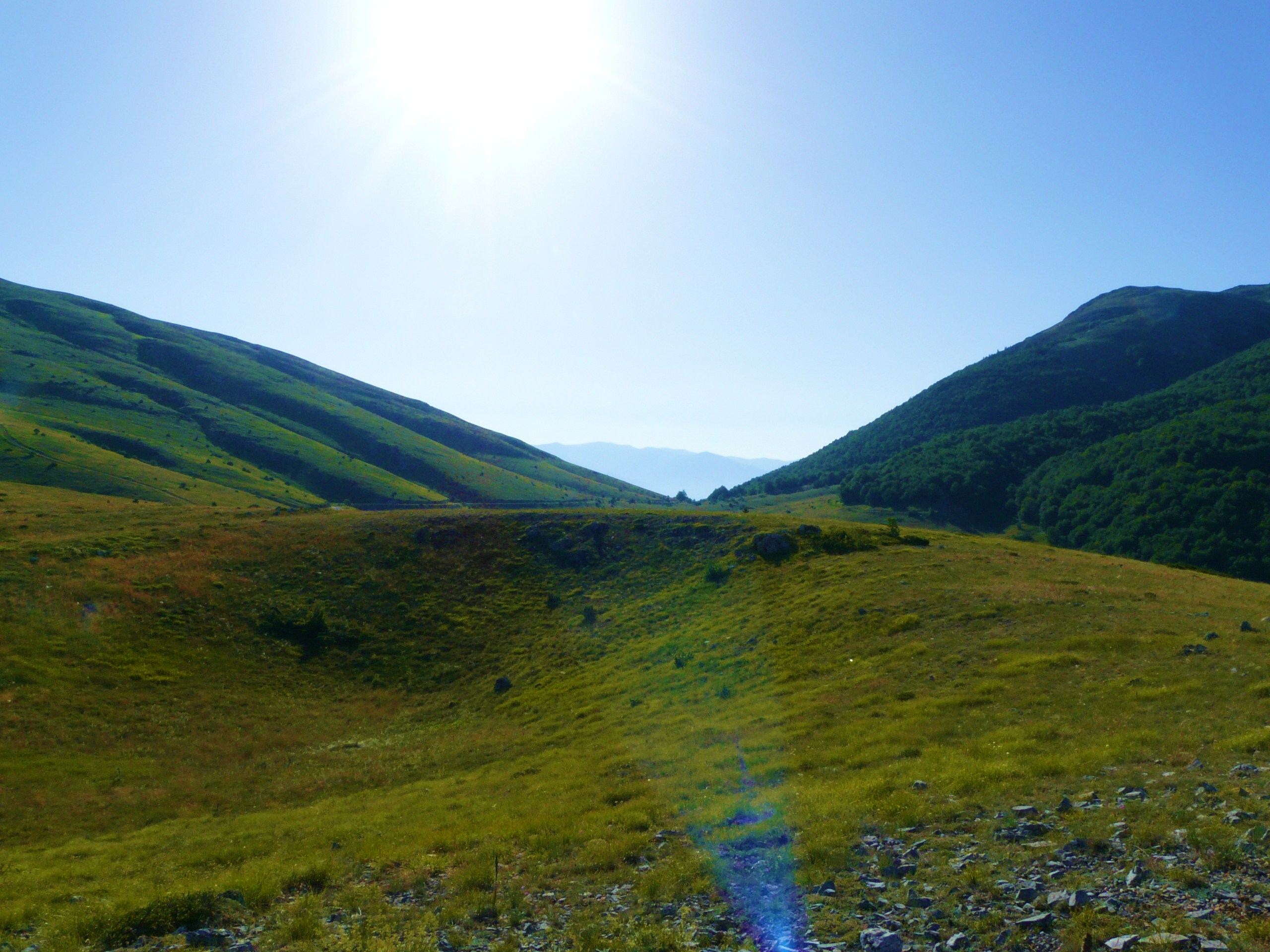
Parc national de Galičica.

## Répartition des milieux naturels

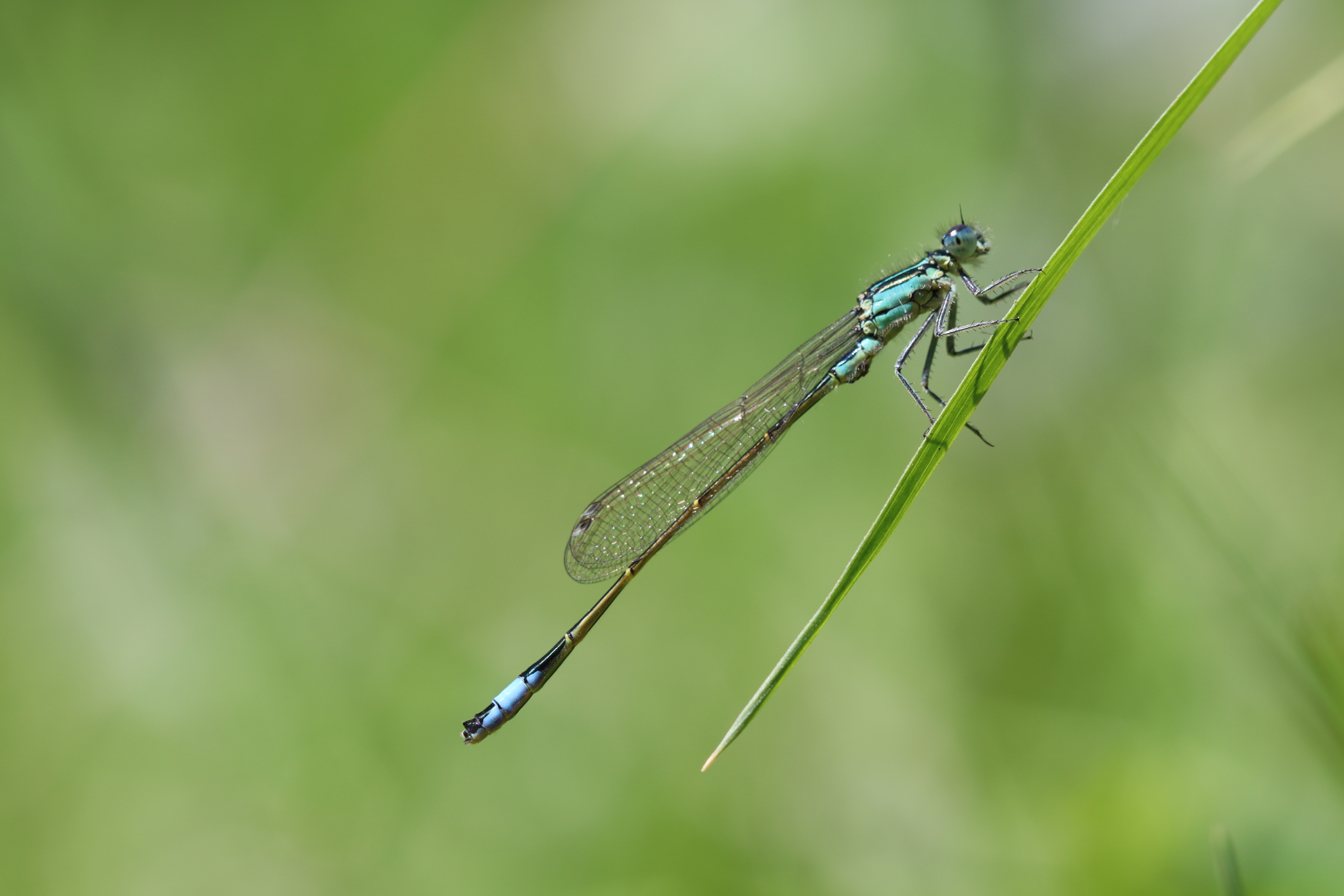
Odonata vers Katlanovo en Macédoine du Nord. Mai 2022.

### Vallée du Vardar

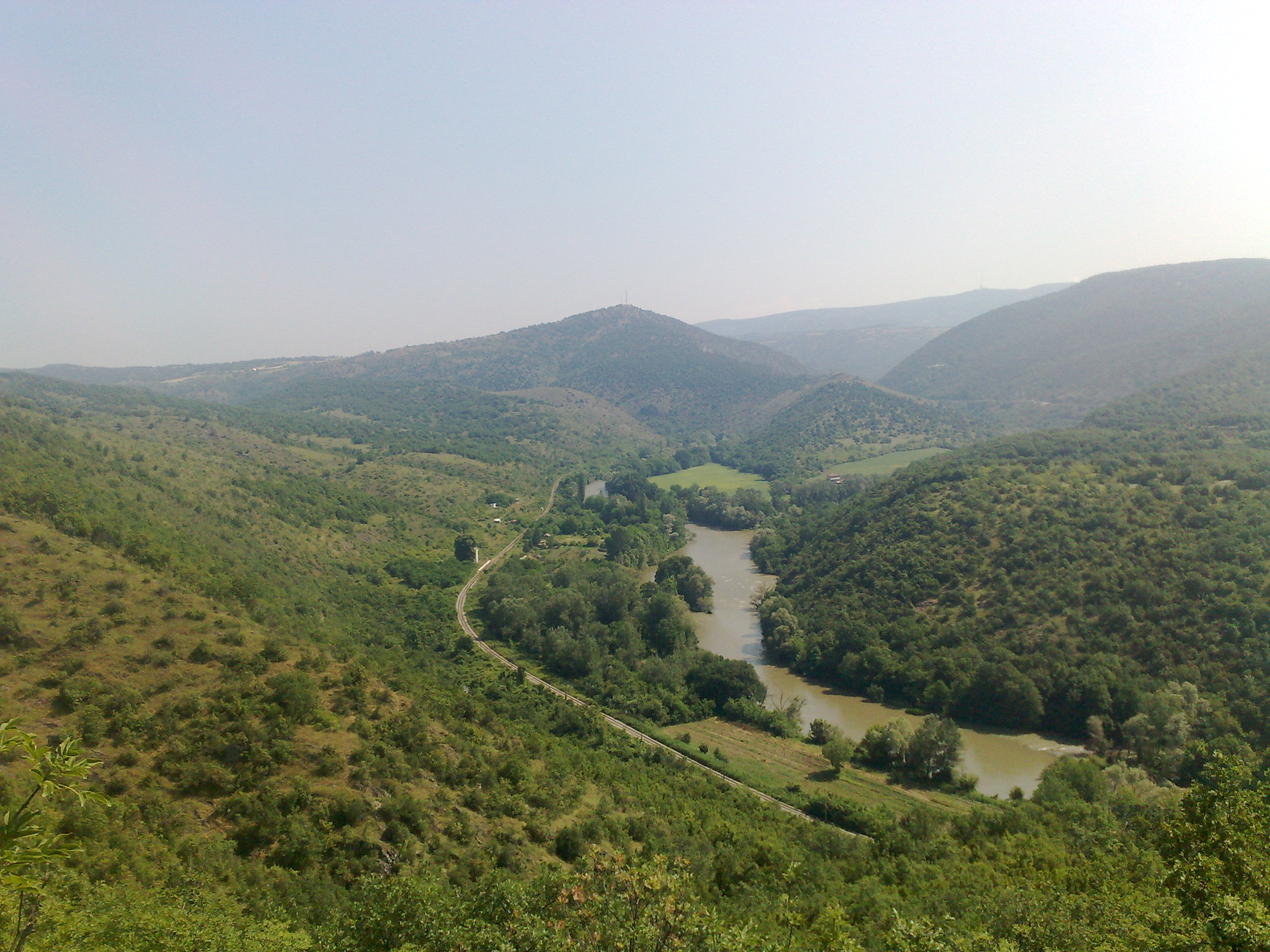
Le Vardar près de Taor.

La vallée du Vardar, qui suit le fleuve principal de Macédoine du Nord, coupe le pays du nord au sud-est. Elle est formée de bassins de sable et de cailloutis recouverts d'une terre très fertile, entrecoupés de steppes. Près de sa source, la Vardar traverse le Polog, vaste plaine cultivée, puis le bassin de Skopje, où se concentre une part importante de la population. Dans le centre du pays, la vallée se resserre en trois gorges successives : Taor, Veles et Demir Kapija. Enfin, dans le sud, avant la frontière grecque, elle est ponctuée de collines calcaires plantées de vigne. Dans son ensemble, la vallée connaît un climat moins froid et moins tranché que le reste du pays.

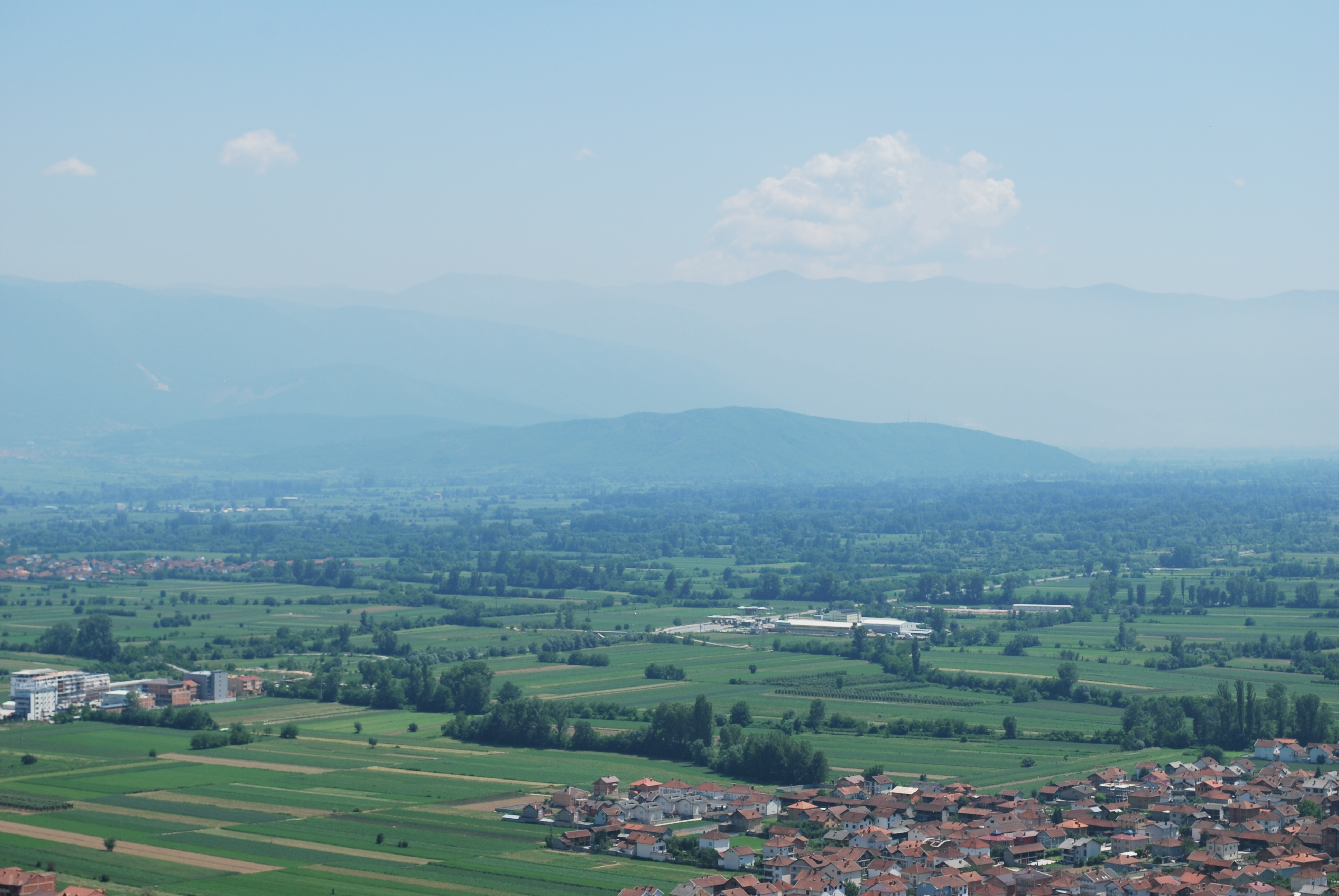
La plaine du Polog.
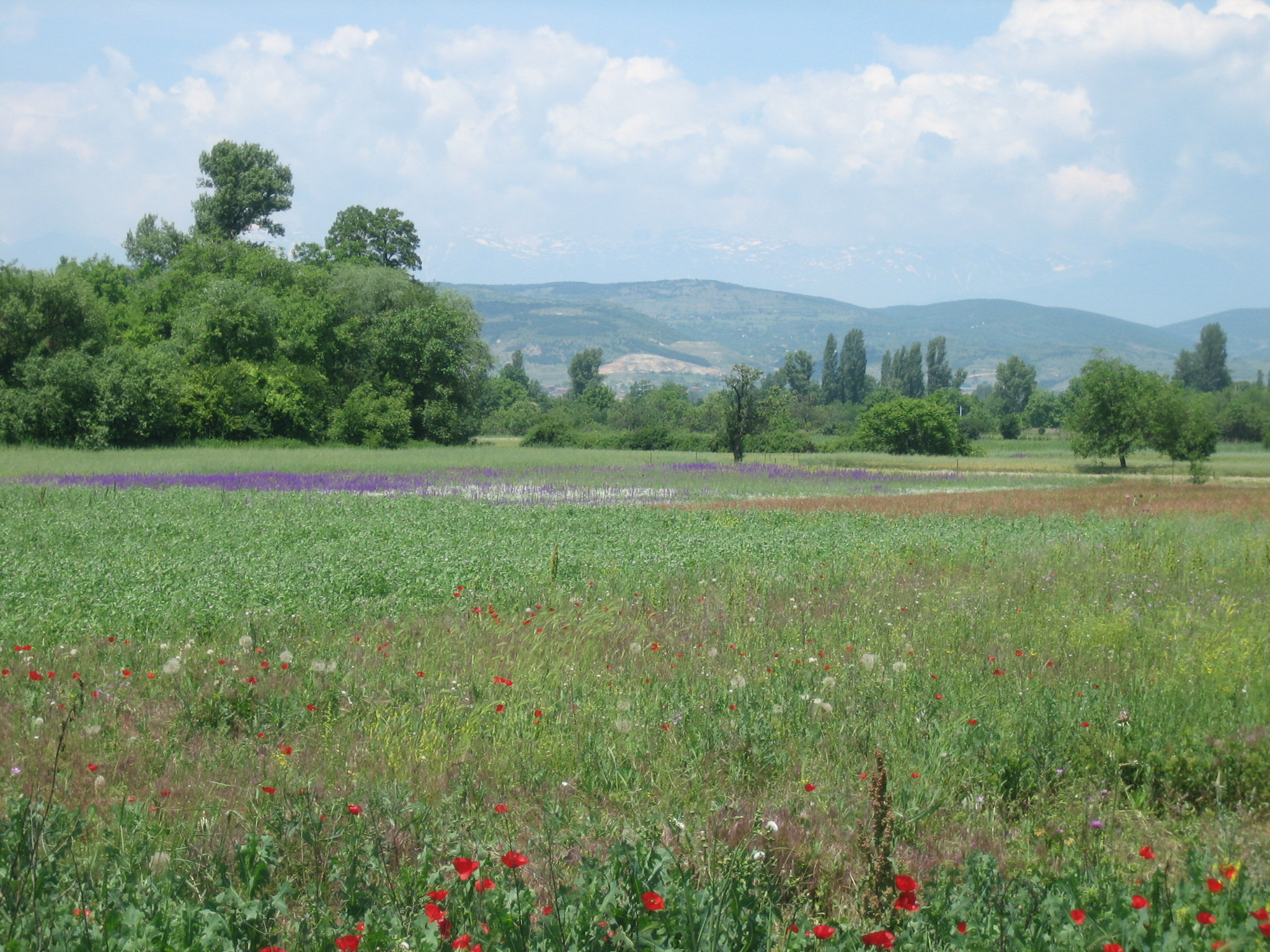
Le bassin de Skopje.
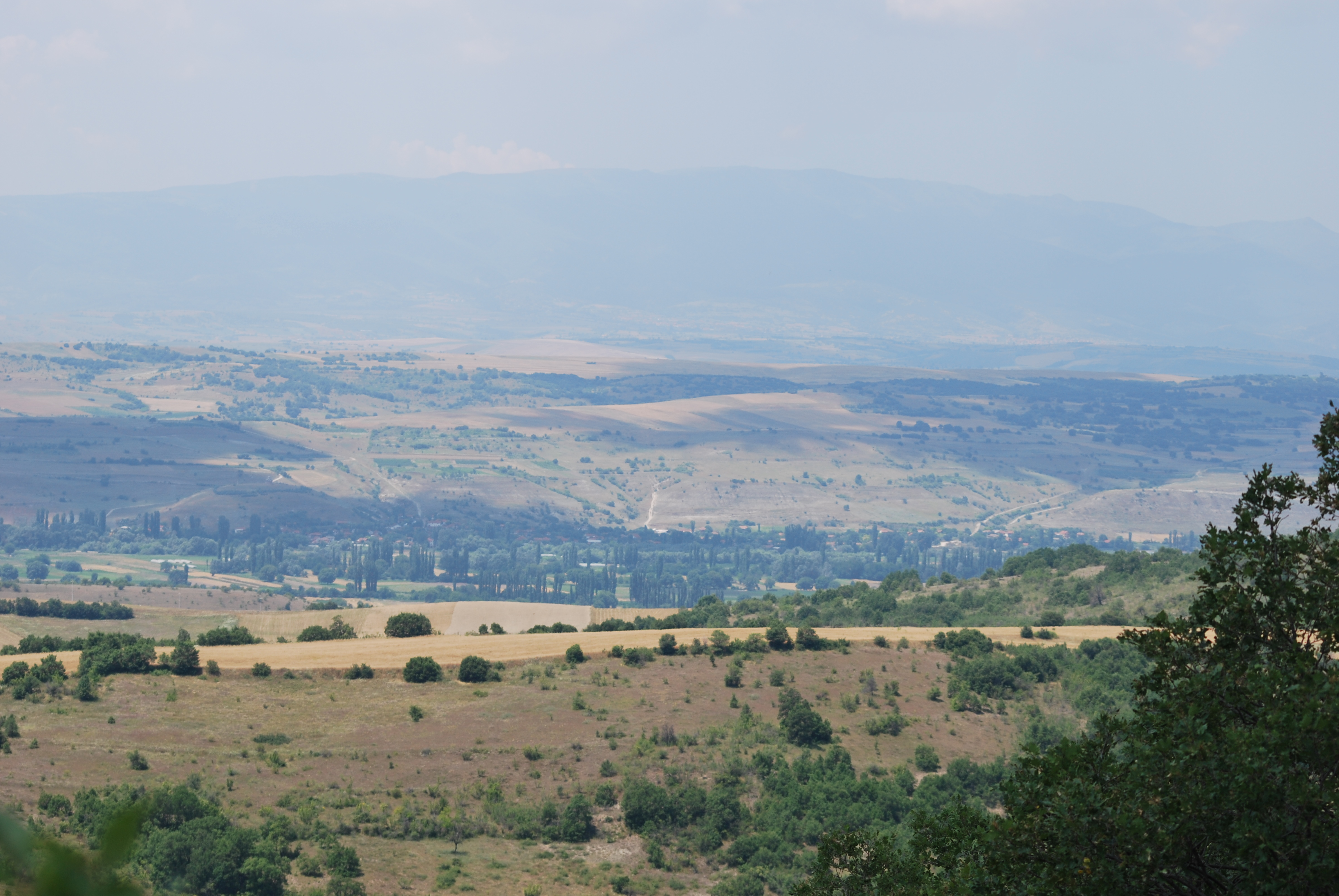
Paysage du Žegligovo autour de Studena Bara.
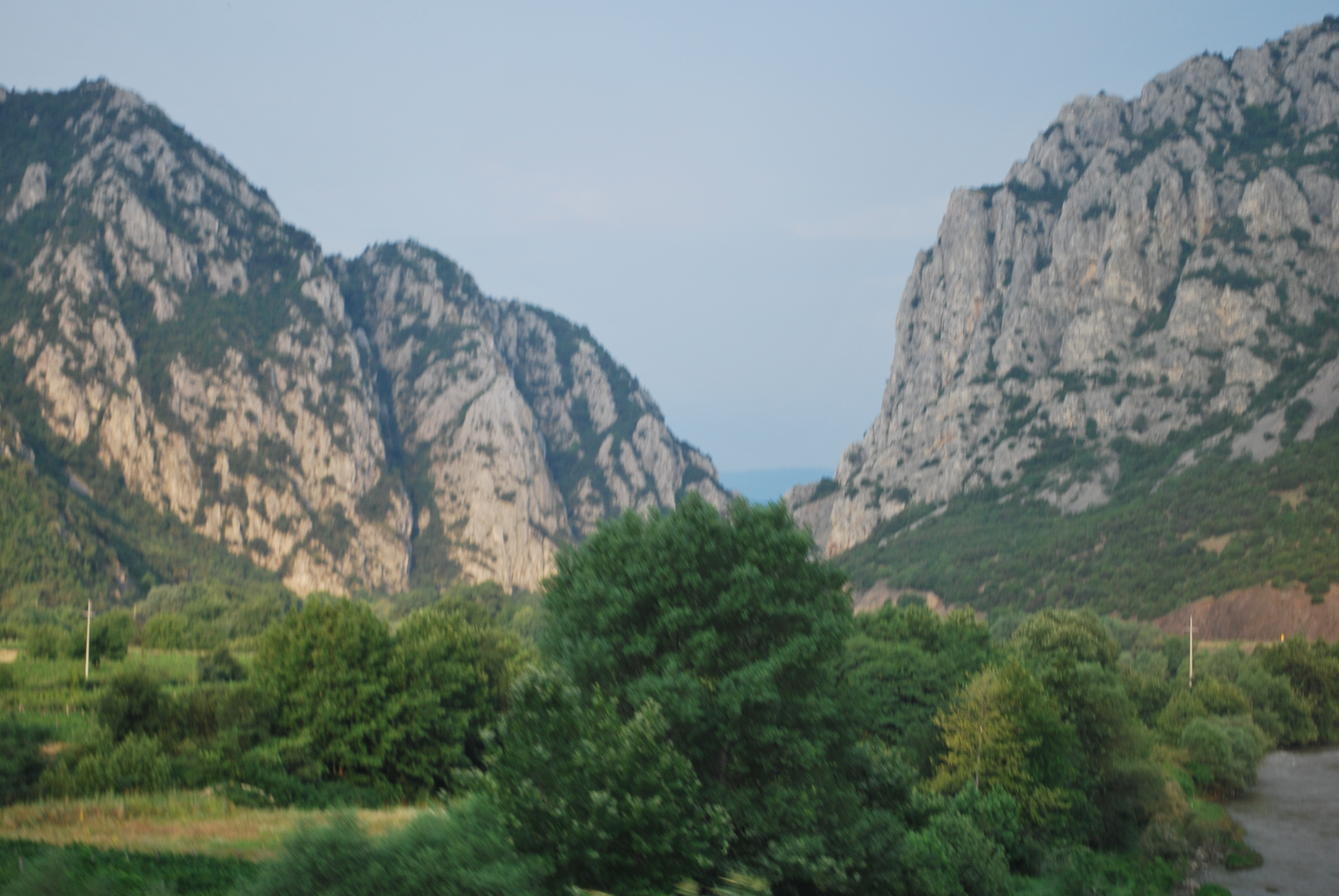
Les gorges de Demir Kapiya.
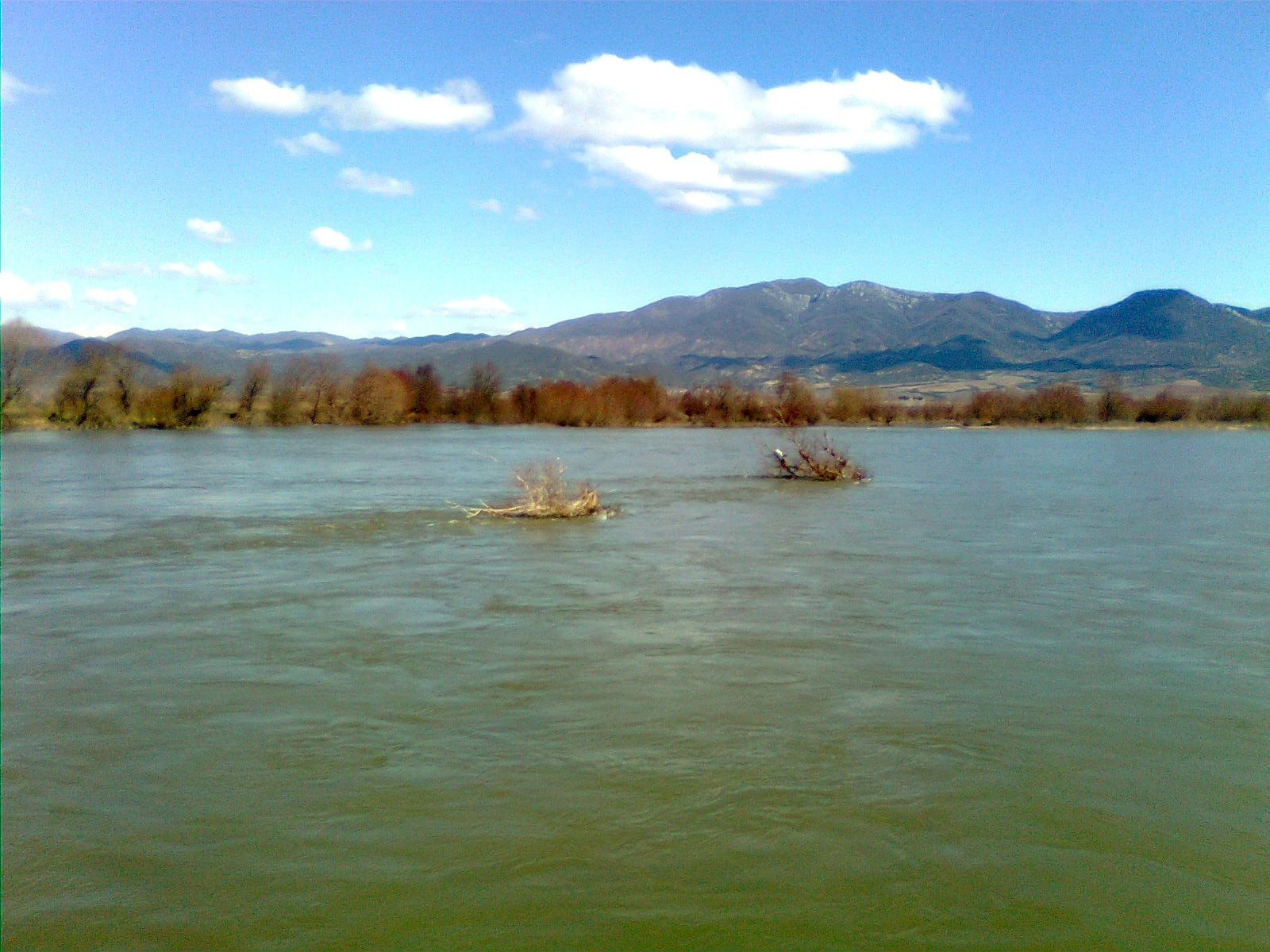
Le Vardar près de la frontière grecque.

### Reliefs à l'ouest du Vardar

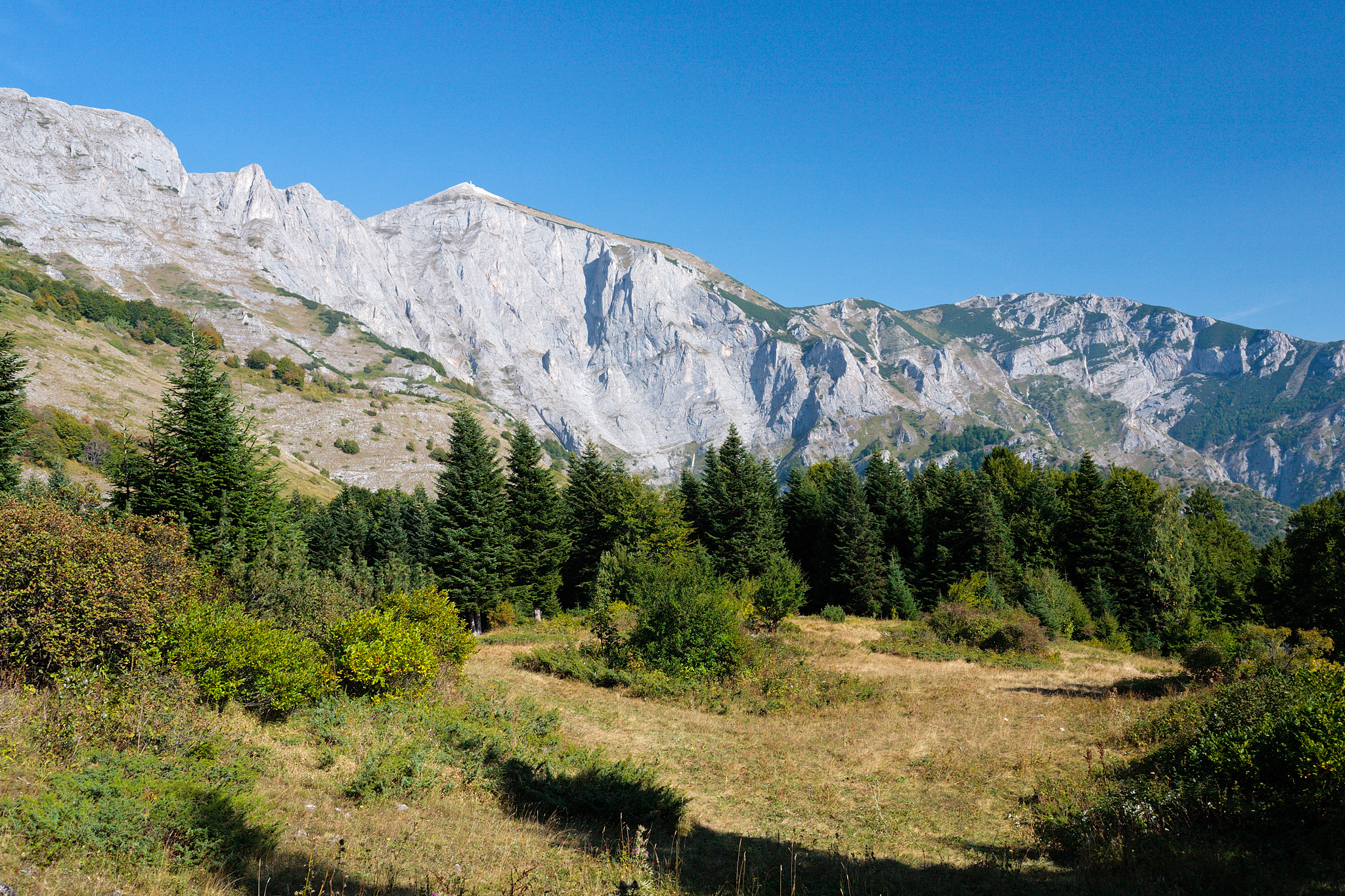
La Solunska Glava, dans le massif de la Jakupica.

Les reliefs de l'ouest forment l'extrémité du système dinarique. Ils sont faits de calcaire entrecoupé de schiste cristallin et comprennent les principales montagnes du pays, parmi lesquelles le mont Korab (2 753 m), point culminant du pays, les monts Šar, le Kozuf, à la frontière grecque, ou le massif de la Jakupica, situé au sud de Skopje et qui culmine à 2 540 mètres d'altitude.
Le paysage est marqué par de profondes dépressions, creusées par les affluents du Vardar et par le Drin noir et a été façonné par les dernières grandes glaciations. Dans le sud, les massifs laissent place à un très vaste bassin de plus de 1 000 km2, dans lequel se trouvent Bitola et Prilep, deux des principales villes du pays. Ce bassin, la Pélagonie, rejoint la Macédoine grecque et est encadré de montagnes d'assez faible altitude, sauf le Pelister, qui culmine à 2 601 mètres.
À l'extrême sud-ouest se trouvent les deux grands lacs de Macédoine du Nord, le lac d'Ohrid et le lac Prespa. Ils sont entourés de hautes montagnes, qui culminent à plus de 2 000 mètres d'altitude. Le lac d'Ohrid est un des plus vieux du monde, avec le Baïkal et le Titicaca ; il s'est formé il y a plus de 4 millions d'années. C'est aussi le plus grand des trois lacs macédoniens, il a une surface de 349 km2, est à 693 mètres d'altitude et a une profondeur maximale de 280 mètres. Le lac Prespa, à 853 mètres d'altitude, alimente le premier grâce à des infiltrations d'eau sous le massif de la Galičica, qui se trouve par ailleurs dans un parc national. La région des lacs connaît des étés chauds et l'eau du lac Prespa atteint 27 °C.

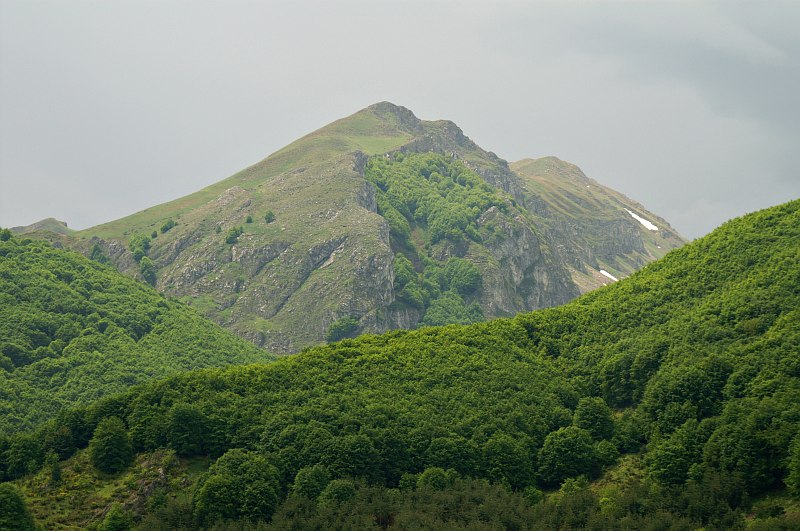
La Jablanica.
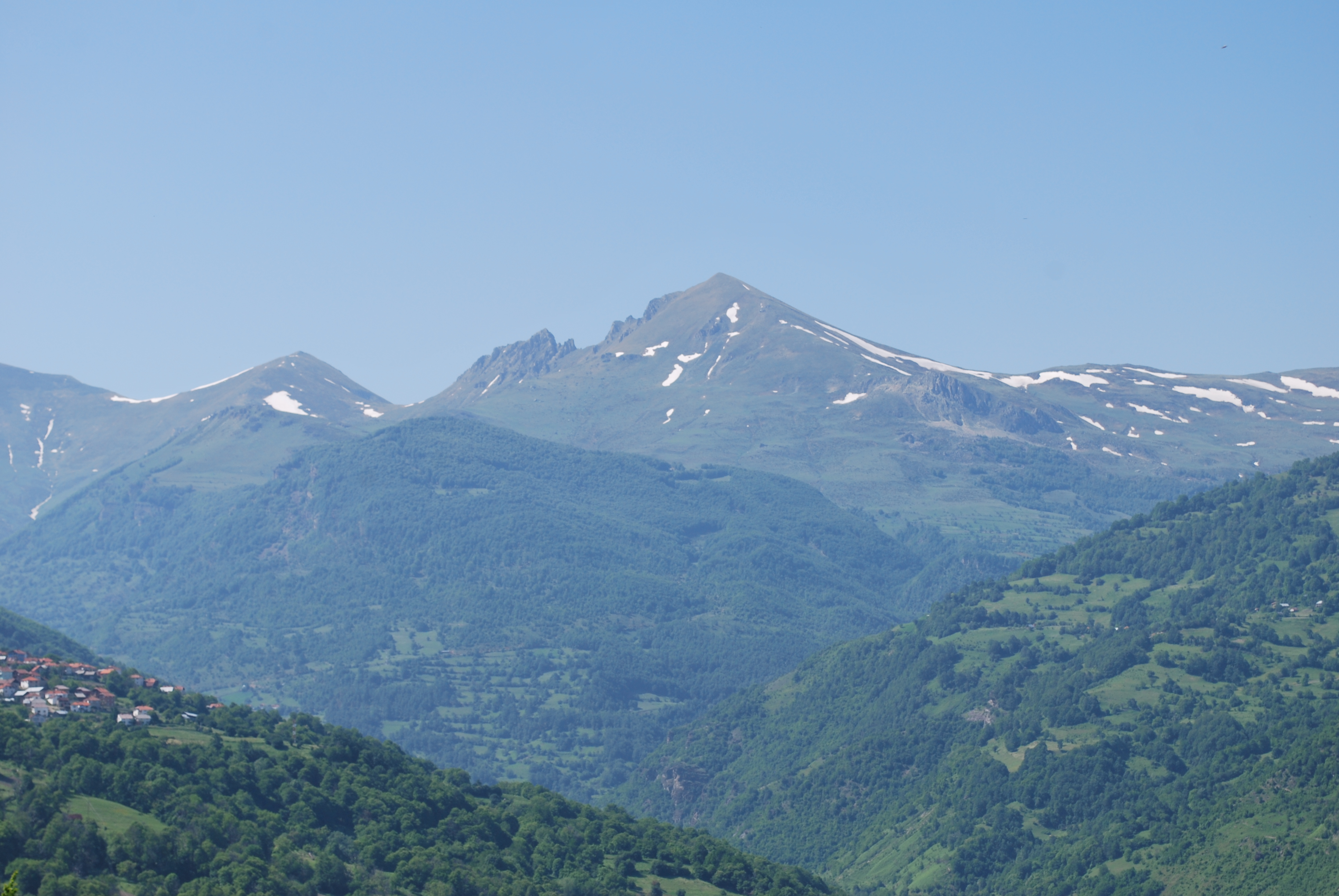
Les monts Šar.
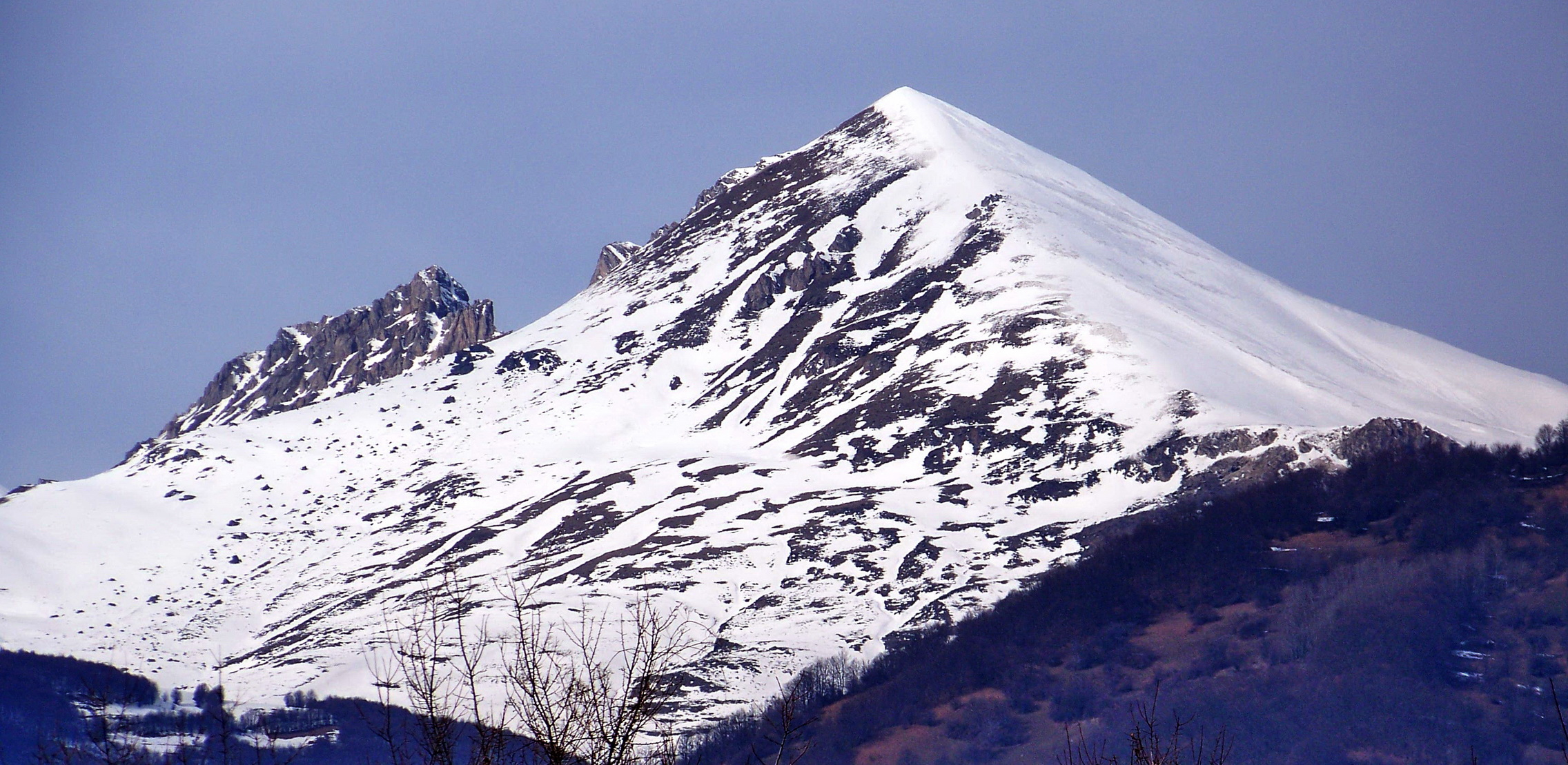
Le pic Kobilitsa dans les monts Šar.
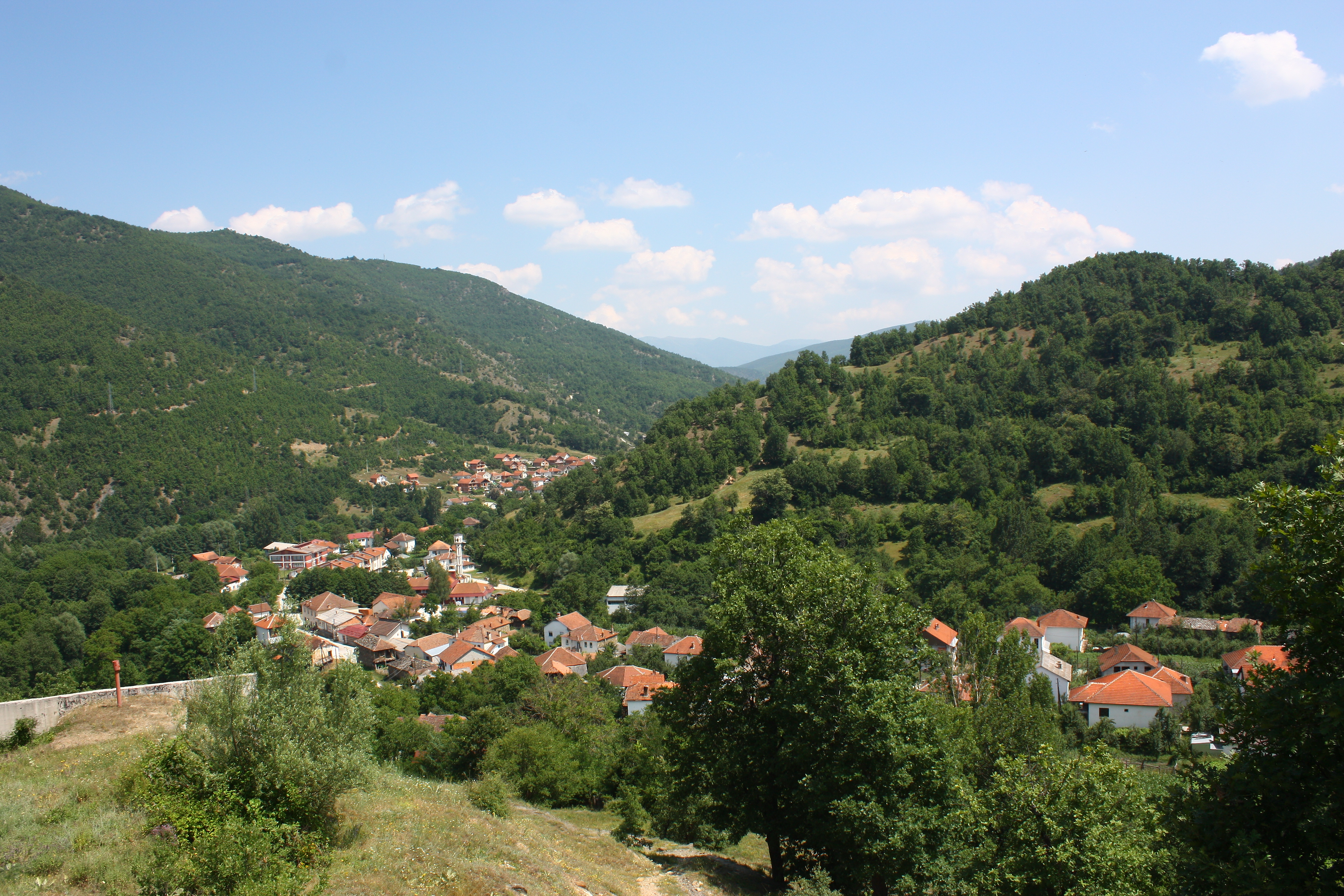
paysage autour de Samokov.
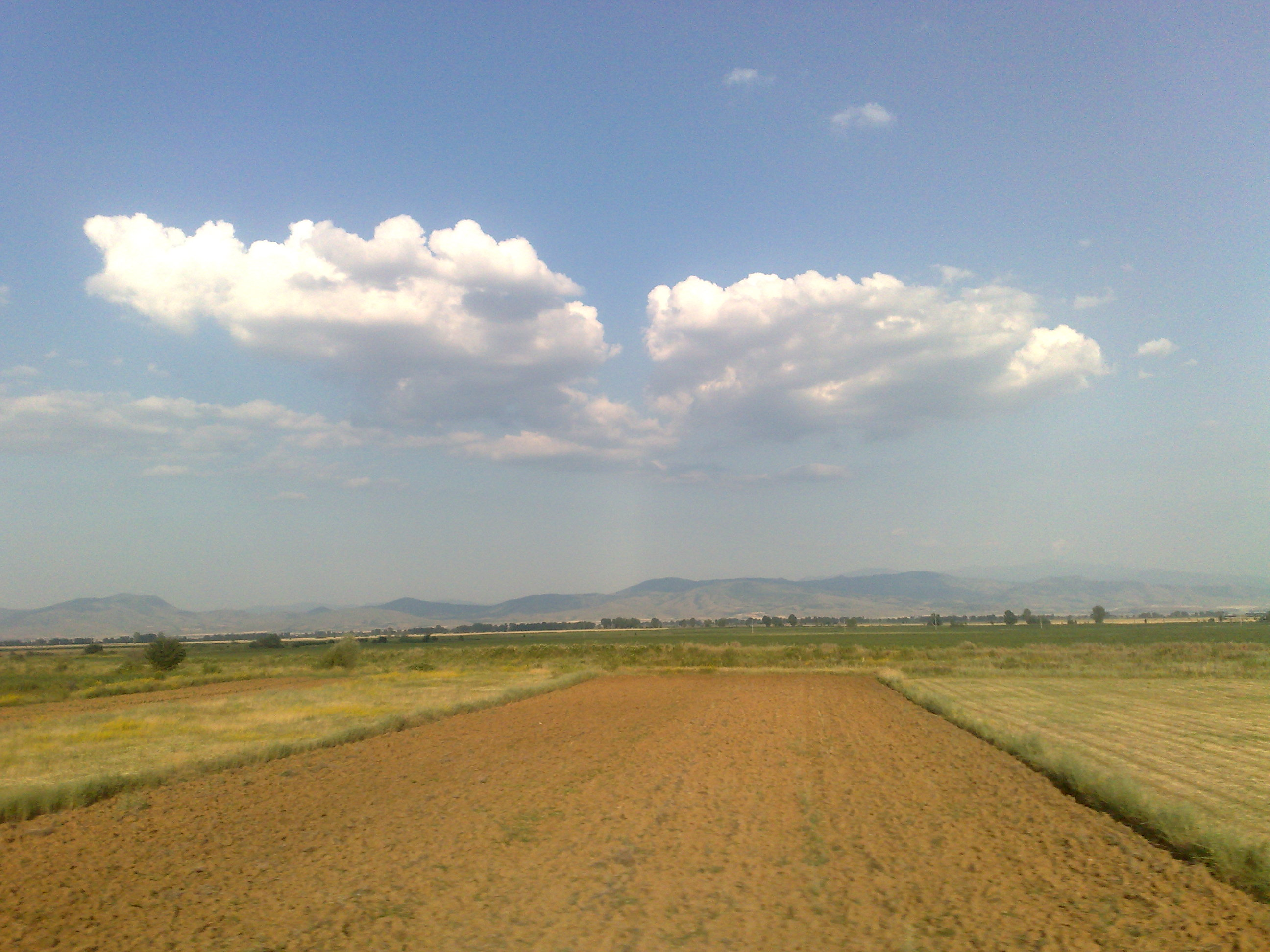
la plaine de la Pélagonie.
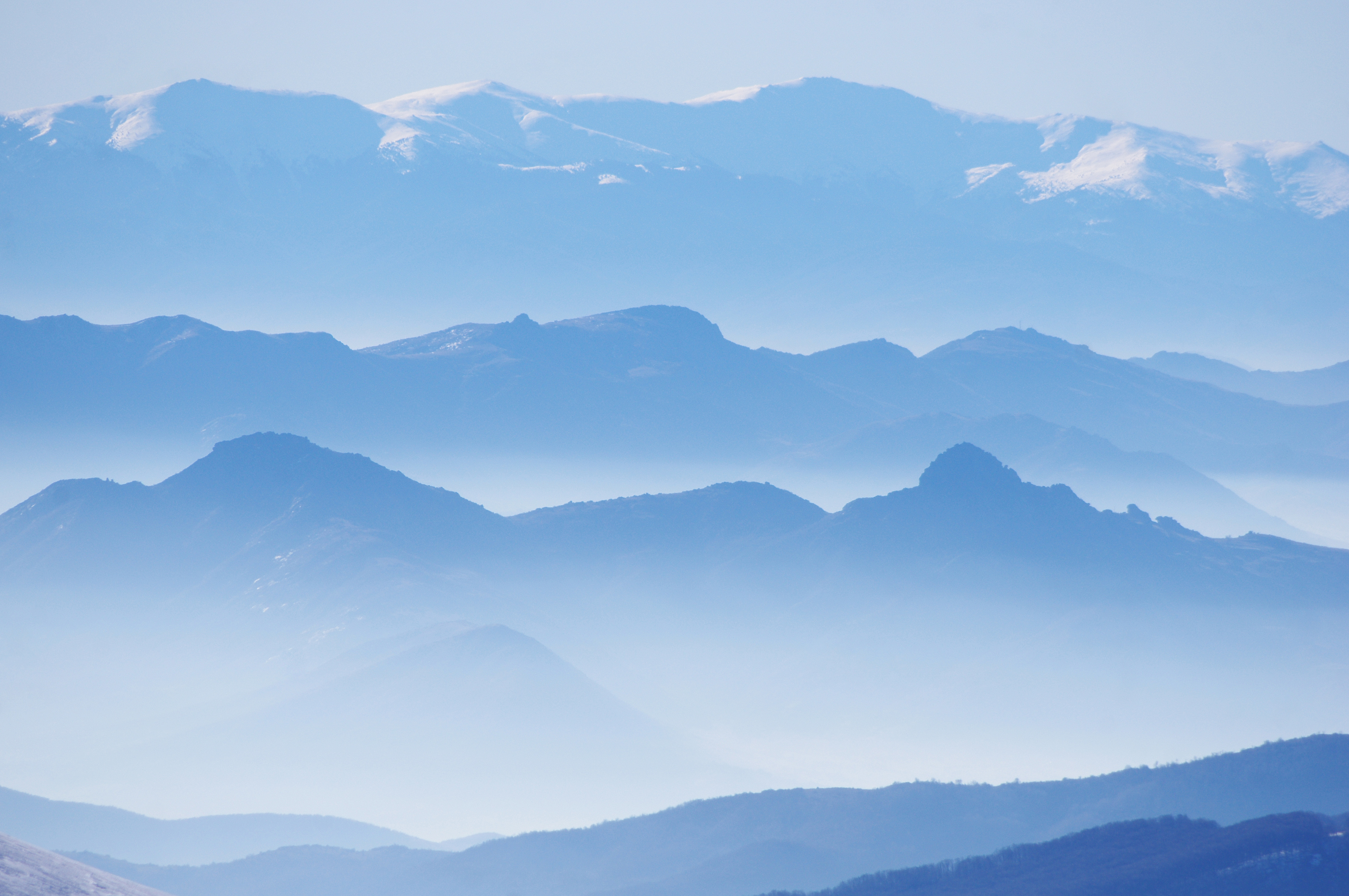
Vue de la vallée du village de Bogomila depuis le mont Solunska Glava. Février 2014.

### Reliefs à l'est du Vardar

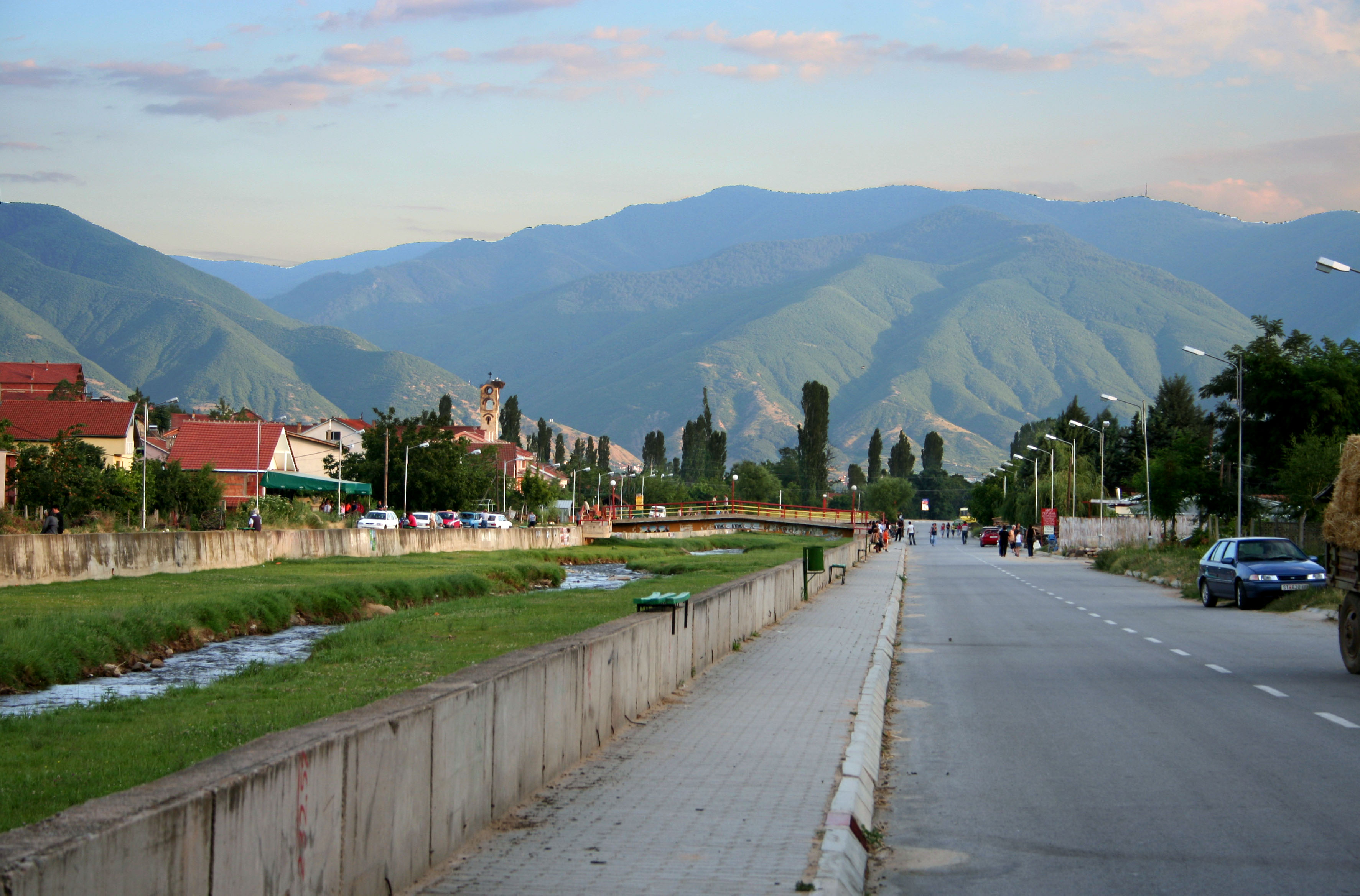
L'Osogovo vu depuis Orizari, dans la plaine de Kočani.

Les reliefs à l'est du Vardar sont de formation plus ancienne que les massifs occidentaux et donc moins prononcés. Ils font partie d'un vieux socle cristallin et les sommets sont assez plans. Les points culminants se trouvent à la frontière bulgare, où des montagnes atteignent 2 200 mètres d'altitude.
La région est traversée par quelques affluents du Vardar et par la Strumica, qui se jette dans le Strymon en Bulgarie, ce dernier fleuve rejoignant l'Égée en Grèce. La Strumica coule dans une large vallée orientée vers la Bulgarie et est bordée au nord par les massifs d'Ograjden et au sud par le massif de la Belasica. Ces derniers voisinent le lac de Dojran, le plus petit lac de formation géologique. Il fait 43 km2, se trouve à 149 mètres d'altitude et a une profondeur maximale de 10 mètres.
De Štip à Kočani s'étend une grande plaine, traversée par la Bregalnica et irriguée grâce au plus important barrage du pays. Le riz y est abondamment cultivé. Une autre plaine, l'Ovče Pole, s'étend en aval de la rivière. Elle est toutefois beaucoup plus sèche que celle de Kočani.

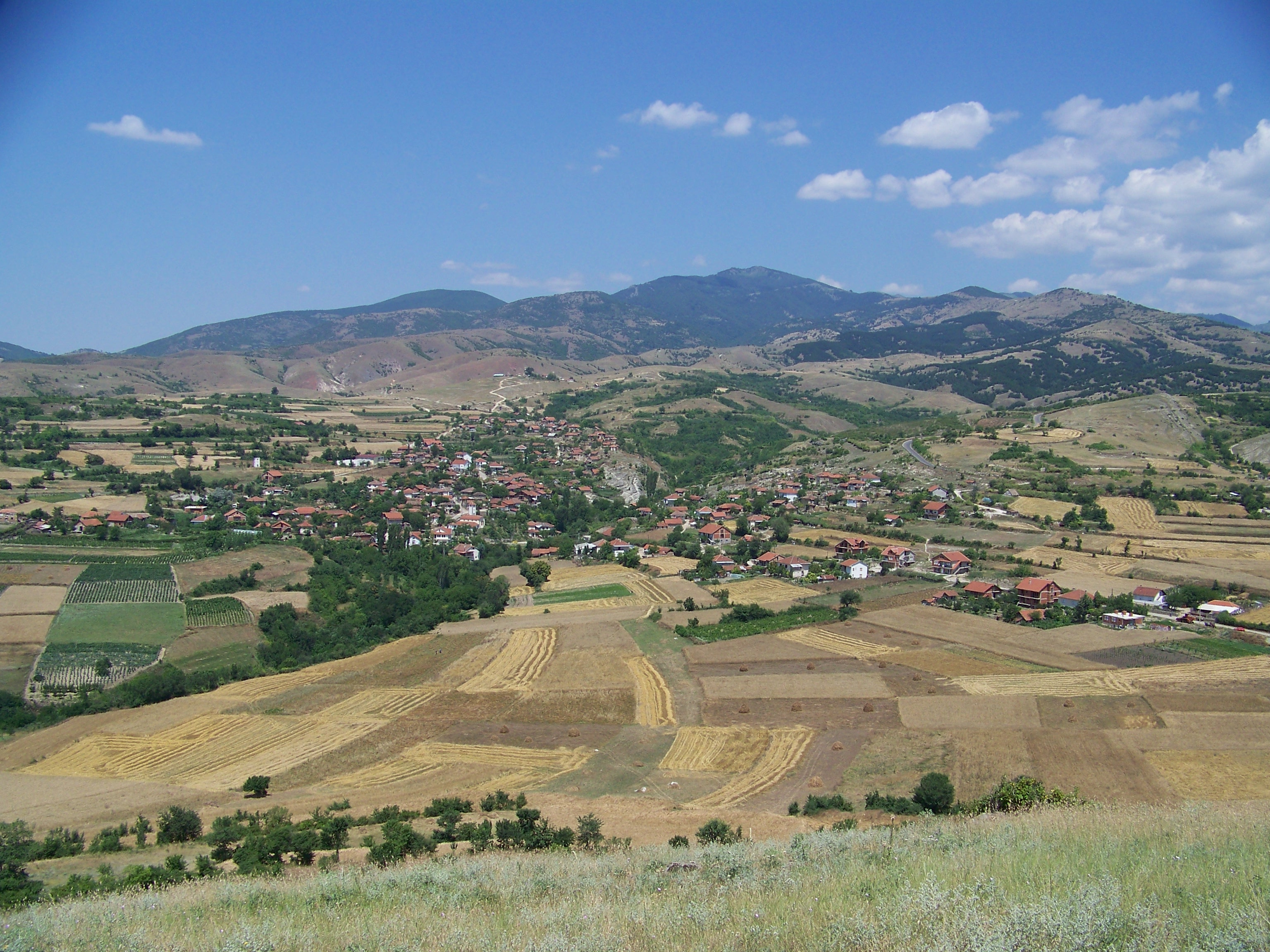
Le village de Beli, sur les pentes de l'Osogovo.
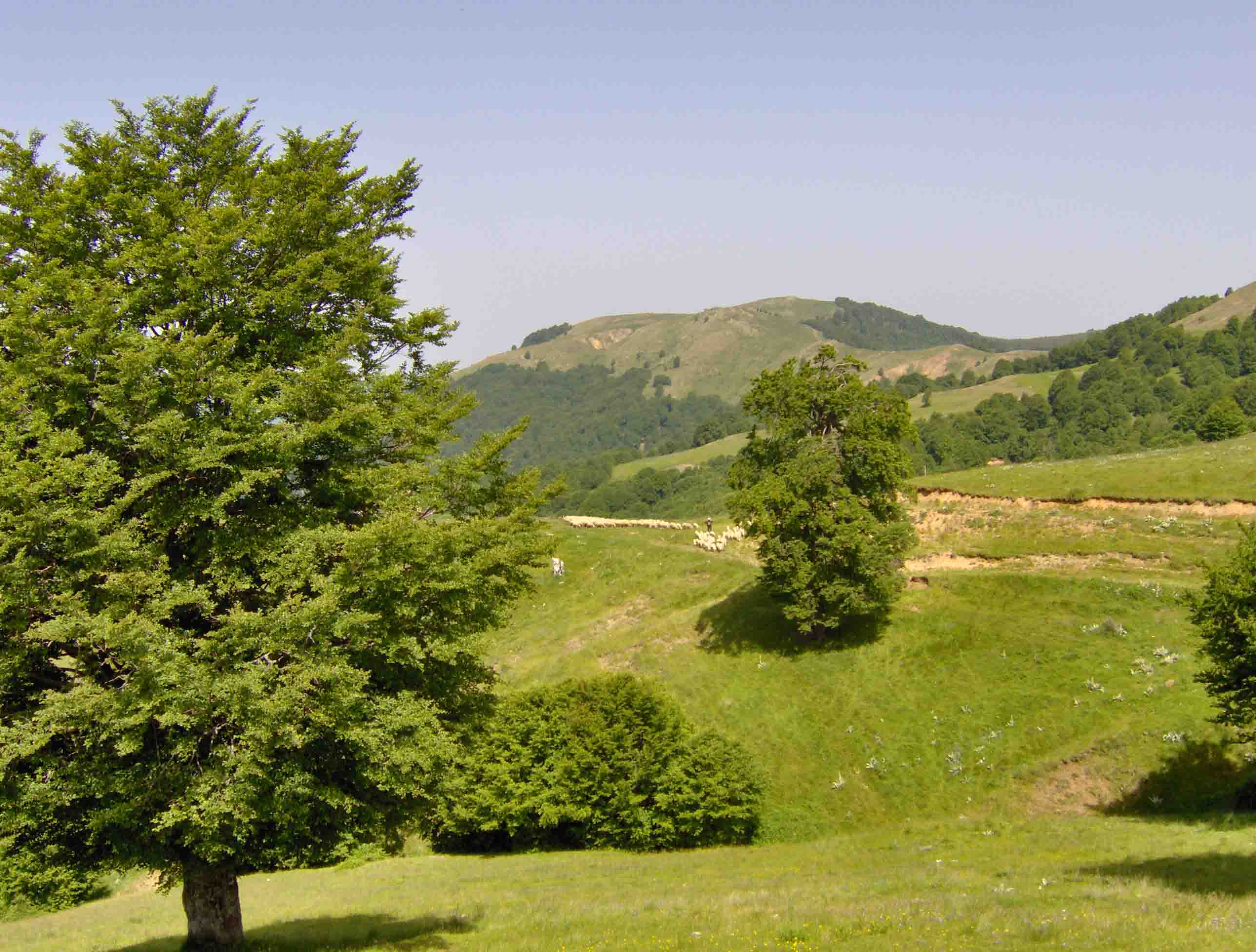
Paysage de l'Osogovo.
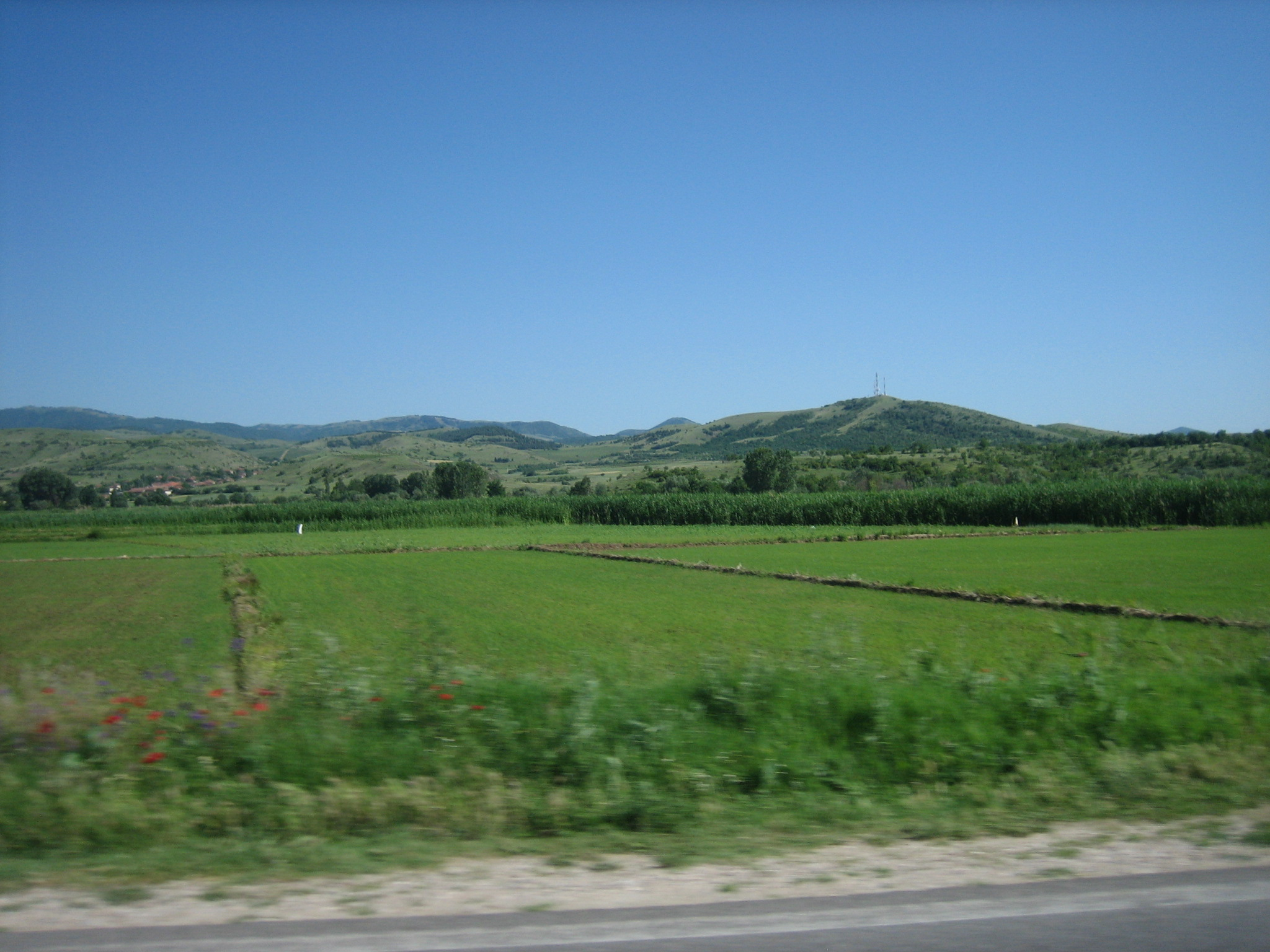
Rizière de la vallée de Kočani.
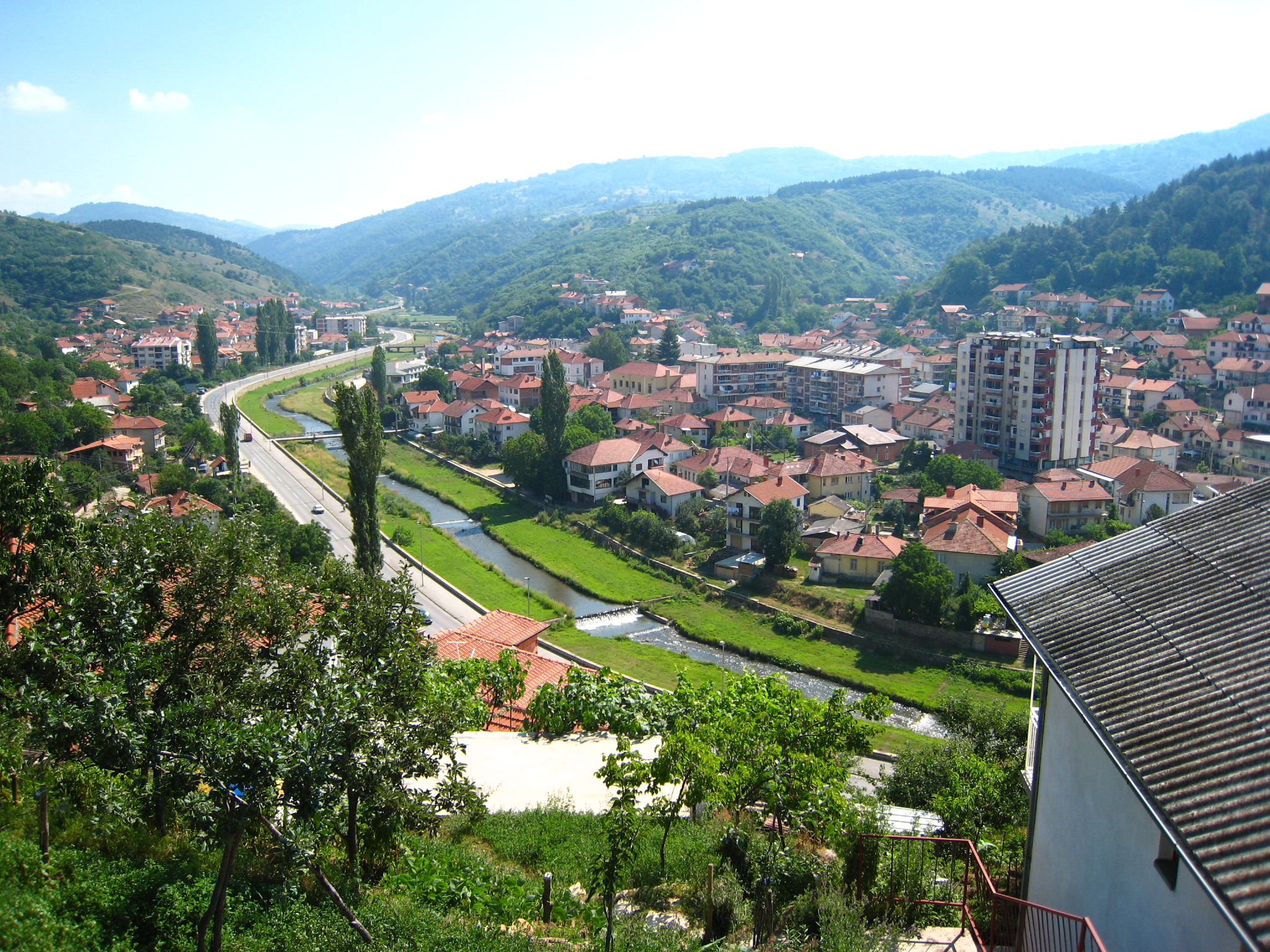
La ville de Kriva Palanka.
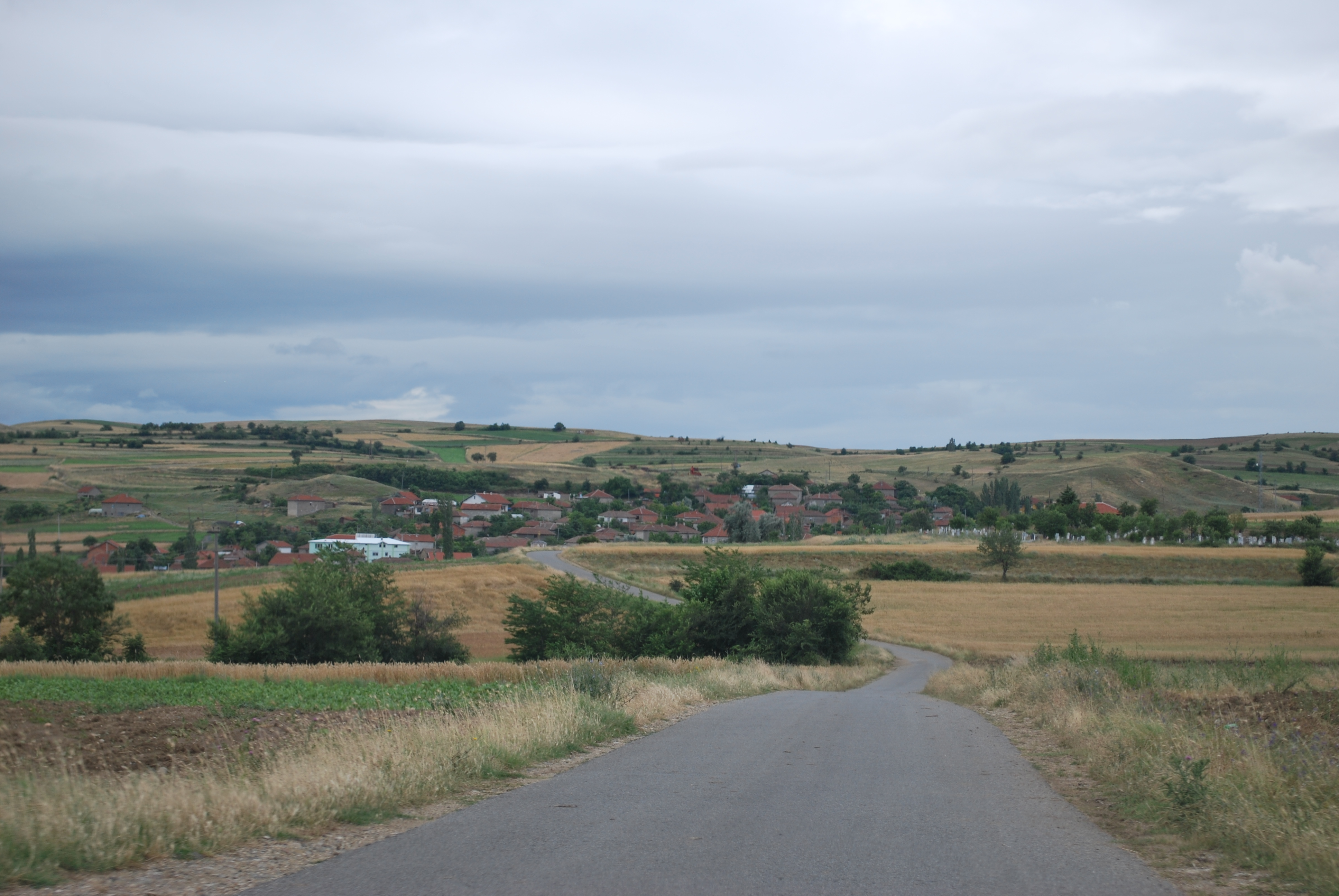
La plaine de l'Ovče Pole.

## Géographie humaine

### Disparités de peuplement et urbanisation

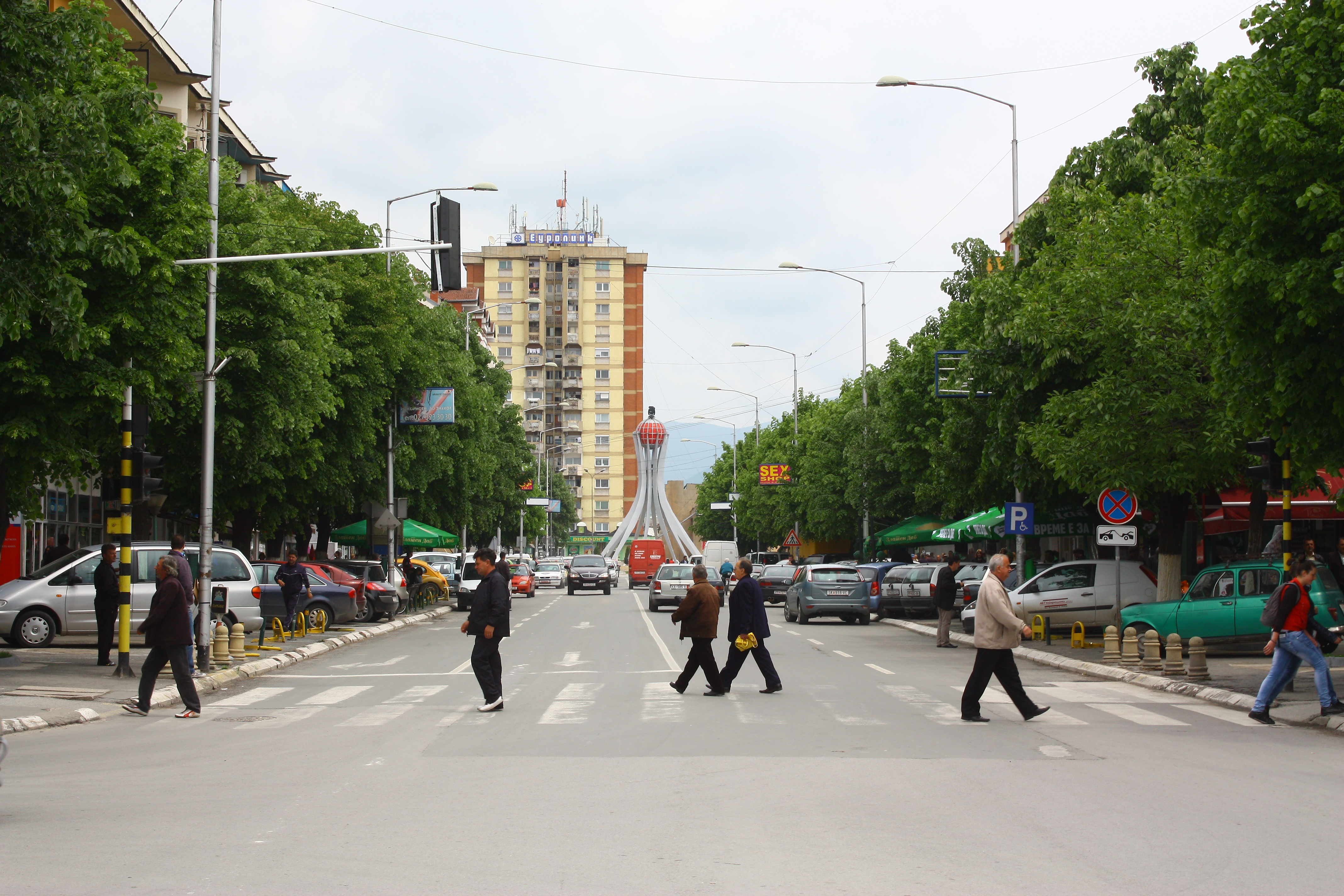
Prilep, dans la plaine de Pélagonie, est la quatrième ville de Macédoine du Nord.

La Macédoine du Nord est un pays rural, les villes ne concentrent que 45 % de la population. Skopje, qui compte plus de 500 000 habitants, est, de loin, la plus grande ville du pays. Sa région, une des rares plaines du pays, regroupe plusieurs autres villes d'importance, comme Tetovo et Gostivar. Bitola et Prilep, autres agglomérations significatives, se trouvent dans la plaine de Pélagonie, au sud, qui est le deuxième foyer de peuplement. Le reste de la population se concentre dans la vallée du Vardar et les quelques autres bassins et plaines du pays.
L'urbanisation, qui est très rapide depuis l'époque communiste yougoslave, a entraîné des constructions anarchiques et illégales. La périphérie de Skopje compte ainsi des quartiers qui ressemblent fortement à des bidonvilles. Les autres villes n'ont cependant pas connu une expansion aussi spectaculaire que la capitale, qui a gagné plus de 300 000 habitants entre 1948 et 1981. Bitola, Prilep et Kumanovo, les trois autres grandes agglomérations, ne dépassaient pas les 30 000 habitants en 1948 et atteignent à peine les 100 000 habitants depuis. Kumanovo, qui est la deuxième ville de Macédoine du Nord, ne comptait que 75 000 habitants en 2021, ce qui est assez peu à côté des 526 000 Skopiotes.
Population des dix villes de Macédoine du Nord les plus peuplées (2021)

### Répartition ethnique

Répartition ethnique par commune en 2021 :
Macédoniens
Albanais
Turcs
Roms

Les Macédoniens ne représentent que 64,2 % de la population totale du pays, selon le recensement de 2002. Les minorités ont donc une grande importance dans la vie sociale et politique de la Macédoine du Nord. Les différentes ethnies ne sont pas présentes dans toutes les régions du pays et la constitution leur octroie des droits importants dans les communes où elles sont majoritaires. Leur intégration pose parfois des problèmes, qui peuvent aller jusqu'au conflit armé, ce qui est arrivé en 2001, lorsqu'une insurrection albanaise a nécessité l'intervention de l'ONU et de l'OTAN.
Les Albanais forment la minorité la plus importante, ils représentaient 25,2 % de la population en 2002. Ils vivent principalement dans le nord-ouest du pays, sur un axe qui va de Kumanovo à Debar. Les Turcs, qui formaient 3,9 % de la population en 2002, sont beaucoup plus épars et ne sont majoritaires que dans deux communes, situées à l'ouest du pays. Suivent les Roms, 2,7 %, qui se concentrent surtout à Skopje, puis les Serbes, 1,8 %, qui vivent au nord du pays.

### Découpage et administration du territoire
La Macédoine du Nord est divisée en 80 communes héritées des communes yougoslaves. Jusqu'en 1996, le pays comptait 123 communes et plusieurs lois, visant notamment à favoriser les minorités, ont modifié leurs pouvoirs et leur rôle depuis. Skopje, à cause de son statut de capitale et de plus grande ville du pays, possède un statut spécial. La ville forme une commune qui est elle-même découpée en dix autres communes.
Les communes sont regroupées en huit régions statistiques qui n'ont aucun pouvoir politique. Il s'agit de la région de Skopje, la Pélagonie, le Polog, l'Est, le Sud-Est, le Nord-Est, le Sud-Ouest et la région du Vardar.

Carte des communes de Macédoine du Nord.

### Géographie économique

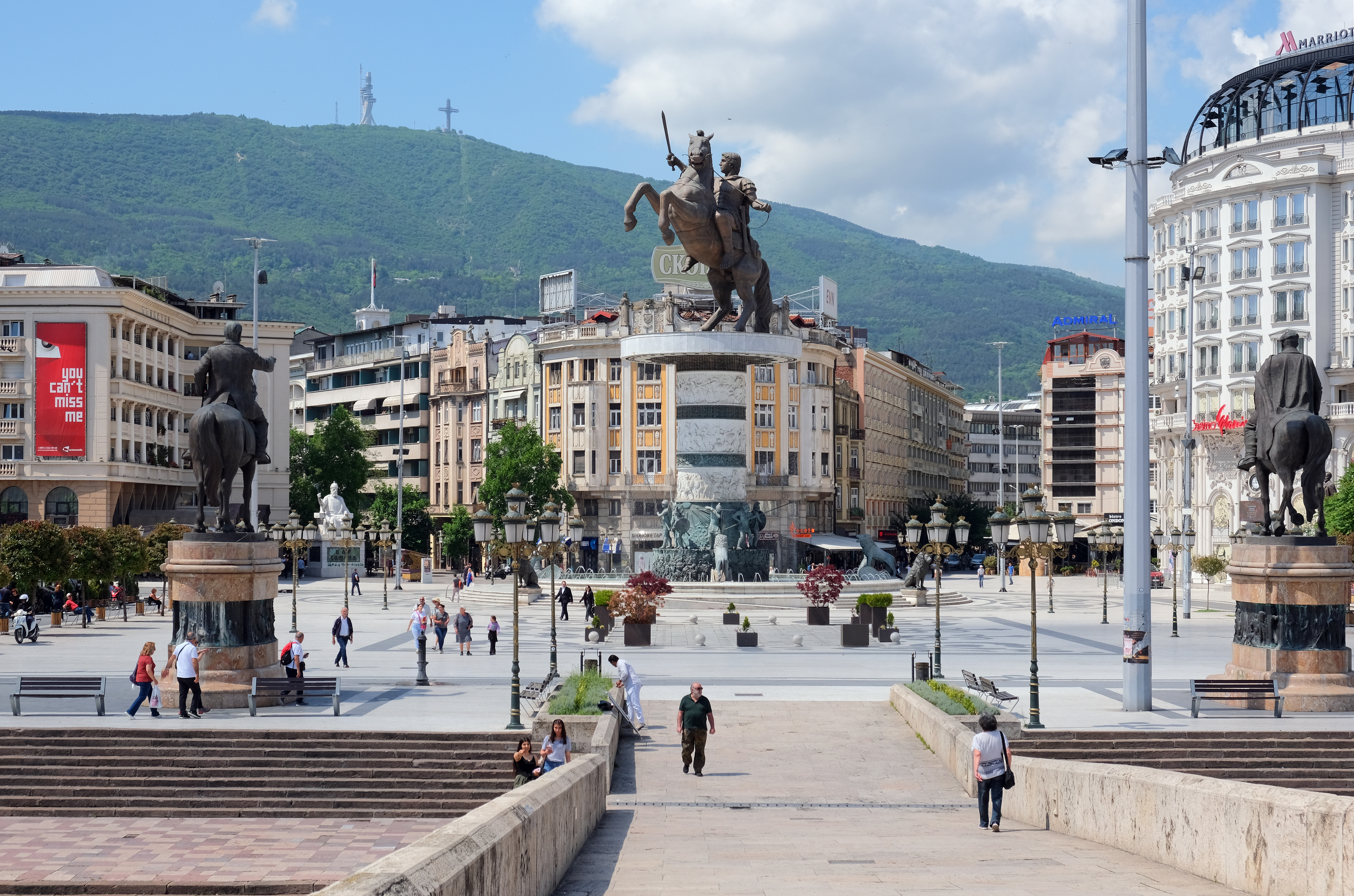
Skopje, la capitale politique et économique du pays.

La Macédoine du Nord est un des États les plus pauvres d'Europe. Largement rurale, elle a cependant beaucoup bénéficié du régime yougoslave, car il a permis l'implantation de nombreuses usines et a largement financé la modernisation du pays, surtout après le violent séisme de 1963. Depuis l'indépendance, en 1991, la Macédoine a beaucoup souffert du passage à l'économie de marché, qui a été très lent, et de son enclavement. En effet, la Grèce, qui estimait que la Macédoine, en devenant indépendante sous ce nom, accaparait son héritage culturel et historique, a décrété un blocus en 1993 et a empêché l'accession du pays aux organismes d'aide internationaux. L'Albanie, qui offre cependant un débouché maritime, était tombée dans un état de délabrement important. Enfin, la Serbie, qui était le premier partenaire économique de la Macédoine, a été frappée d'embargo lors de la guerre de Bosnie-Herzégovine.
En 1995, le blocus grec a été levé et la Macédoine a enfin pu accéder au FMI et à la Banque mondiale. Le pays souffre toujours néanmoins de son isolement et du manque d'investissements étrangers, vitaux pour le développement du pays. En 2007, le taux de chômage était évalué à 34,9 % et le marché noir devait fournir environ 20 % du produit intérieur brut.

#### Atouts macédoniens

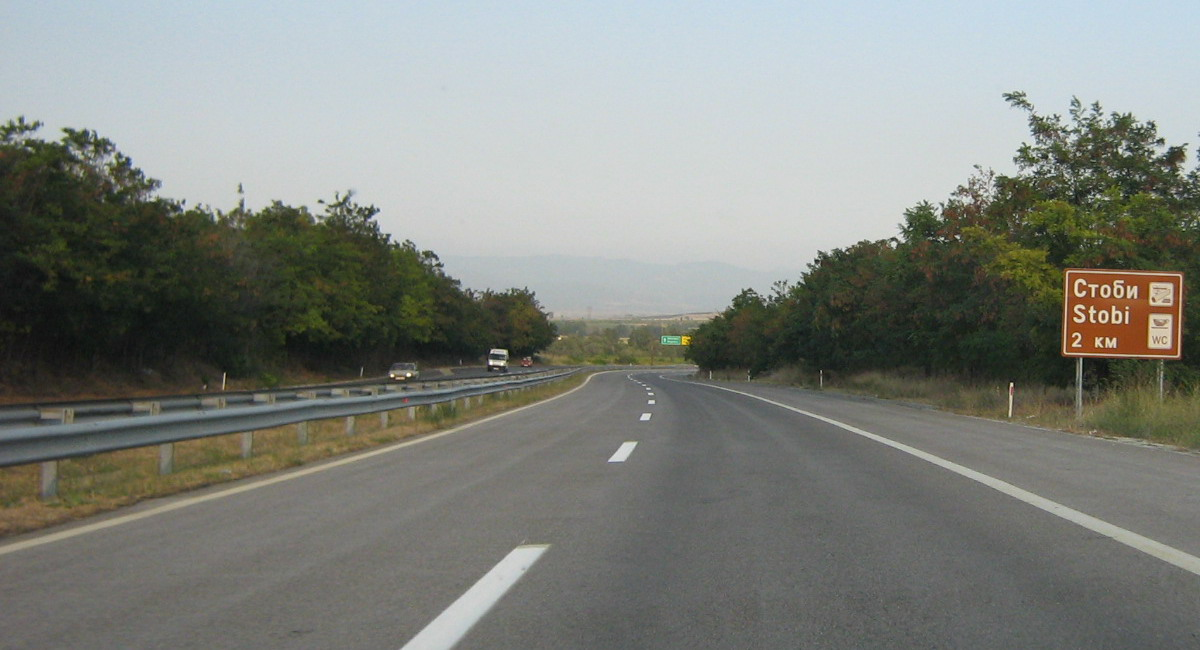
L'autoroute A1, qui se trouve entre Belgrade et Athènes.

La Macédoine du Nord possède des atouts économiques importants, cependant, les difficultés qu'elle connaît depuis son indépendance empêchent leur valorisation.
Le premier atout est la position géographique du pays. Il se trouve en effet au centre des Balkans, entre Belgrade et Athènes, Tirana et Sofia, soit entre la mer Adriatique et la mer Noire. La vallée du Vardar forme un couloir naturel, le seul qui relie la Grèce au reste de l'Europe. Ce couloir est emprunté par l'autoroute E75, qui traverse l'Europe de la Scandinavie à l'Attique. Cette autoroute a par ailleurs été rénovée en Macédoine grâce à l'Agence européenne pour la reconstruction, et les voies de communication qui relient l'Adriatique à la mer Noire, baptisées le Corridor VIII, sont également modernisées et entretenues grâce à l'aide internationale, notamment italienne.
La Macédoine du Nord possède également un sous-sol riche en minéraux. Elle compte en effet d'importants gisements de chrome et d'autres métaux non ferreux comme du cuivre, du zinc, du manganèse et du nickel. Le pays compte également des carrières de gypse, de marbre et de granit, extraits en Pélagonie. Le lignite, fournit 80 % de l'électricité macédonienne. En plus des mines et des carrières, le pays compte de grandes cimenteries et de grands complexes de transformation des métaux, créés par le régime communiste.

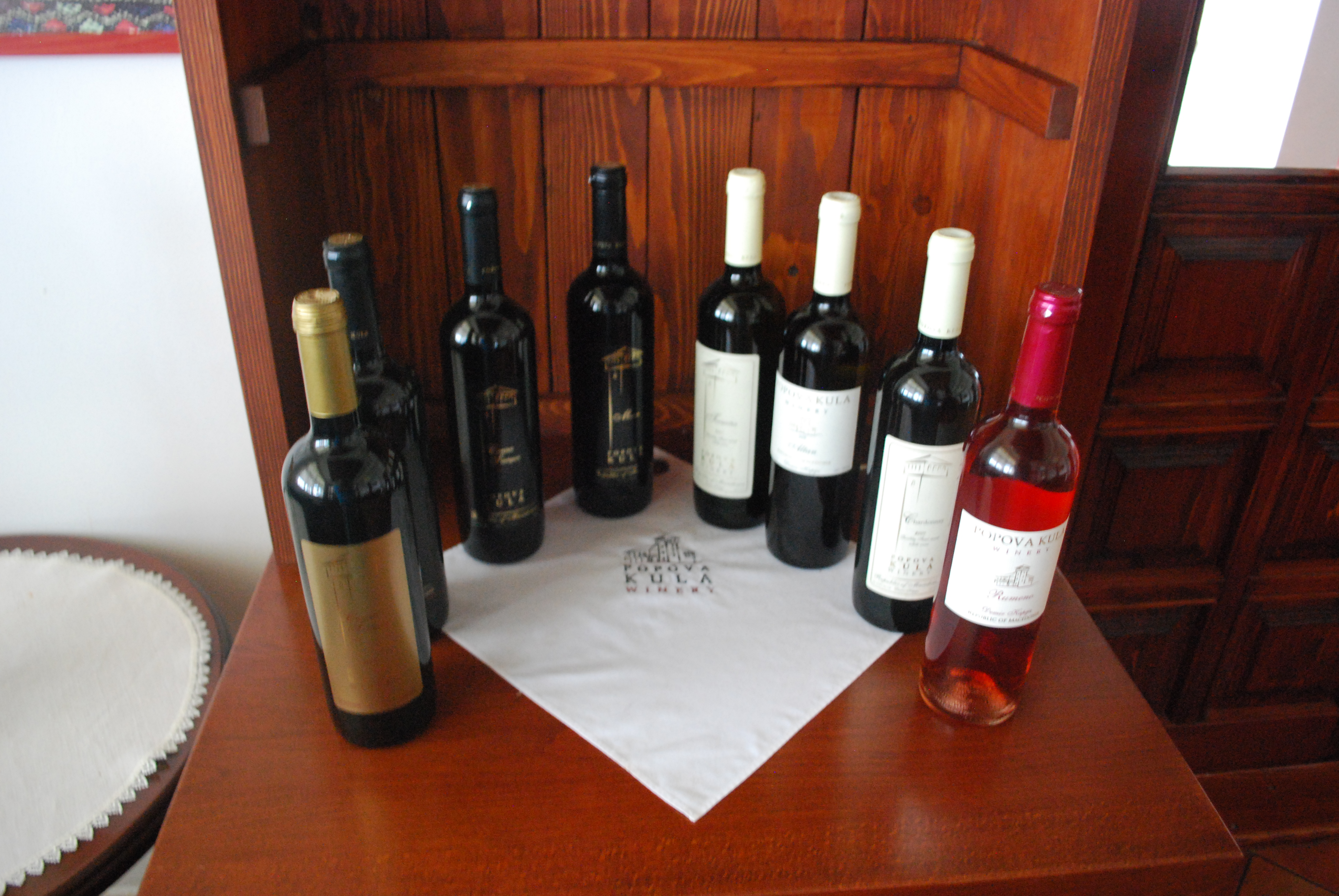
Bouteilles de vin macédonien.

L'agriculture est favorisée par les importantes ressources en eau, gérées par des barrages et des canaux. La présence de sources chaudes d'origine volcanique permet de chauffer des serres en hiver, surtout dans la région de Strumica, qui produit notamment des tomates et des concombres dès le mois de février. Les différents climats offrent des possibilités de productions variées selon les zones géographiques, ainsi, la vigne et le tabac sont exploités dans le sud, le riz dans la région de Kočani, largement irriguée, et le bois aux environs de Štip. L'agriculture fournit une part importante des exportations, surtout avec le vin et le tabac. Le faible coût de la main-d'œuvre favorise aussi l'industrie textile.

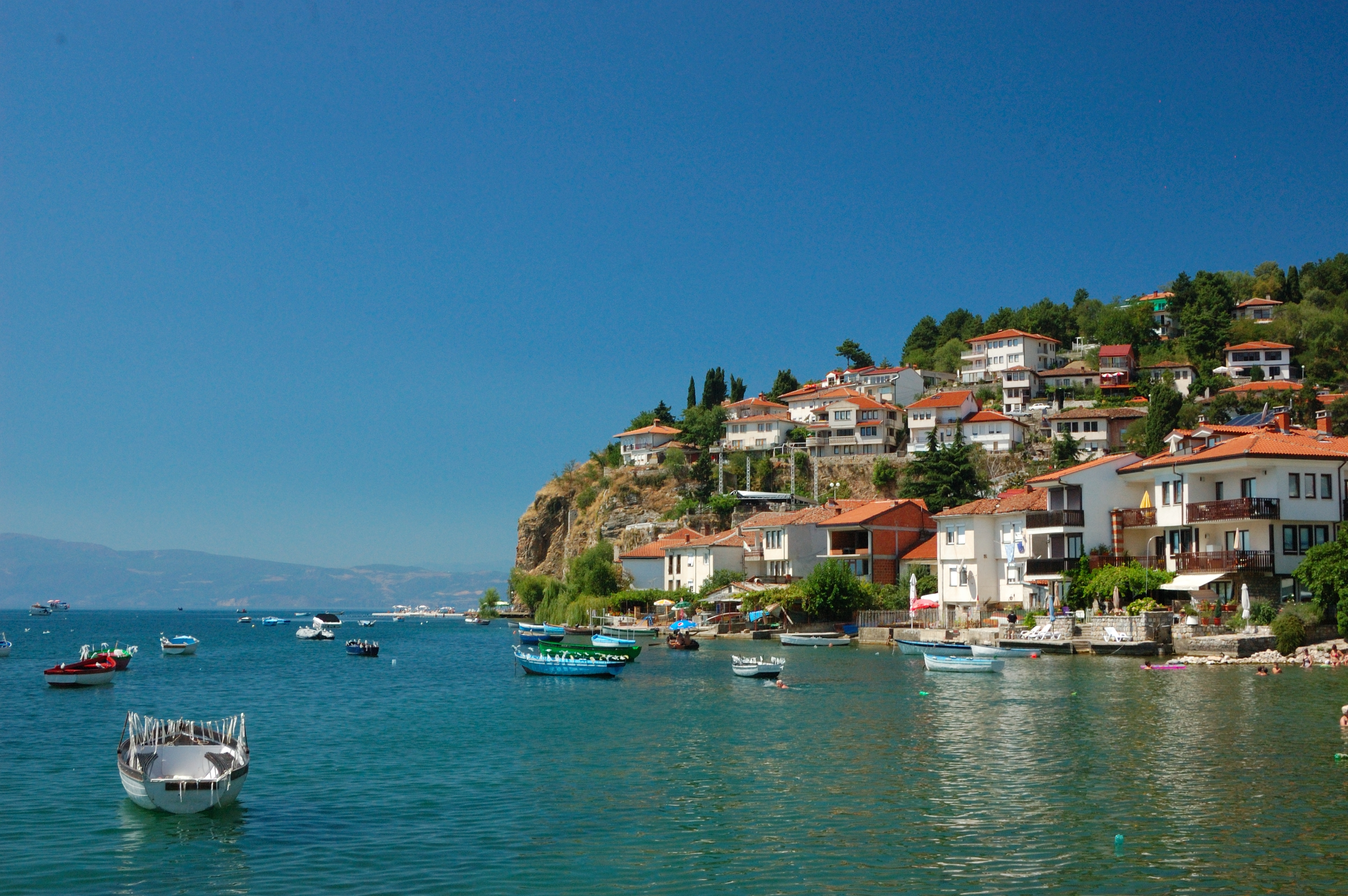
La ville d'Ohrid possède un important potentiel touristique.

Le tourisme, très peu développé, pourrait fournir des apports financiers importants et créer de nombreux emplois. En effet, le pays n'accueille quasiment que des touristes grecs et albanais, mais possède des richesses naturelles et culturelles incontestables. La Macédoine du Nord a de plus un réseau routier et hôtelier convenable et jouit d'un climat favorable. Les étés sont chauds et ensoleillés et les hivers, rudes, garantissent de bonnes pistes de ski. La faune, variée, garantit la chasse et la pêche organisée et les torrents et les falaises favorisent des activités sportives comme le rafting ou l'escalade. La Macédoine du Nord compte en plus huit stations thermales.
La capitale touristique de Macédoine du Nord, Ohrid, est classée depuis 1979 au patrimoine mondial de l'humanité et son vaste lac, avec ses plages, comble l'absence de littoral marin. Le pays possède également d'importants vestiges romains, une foule de monastères et d'églises byzantins et des monuments ottomans de toute sorte. L'activité touristique est freinée par le manque de promotion, l'isolement du pays et par des troubles qui menacent la sécurité des visiteurs comme le conflit de 2001.